# Мір Султан-Хан
Мір Малік Султан-Хан (англ. Mir Malik Sultan Khan; нар. 1905, с. Мітха Тавана, біля міста Саргодха, Пенджаб, сучасна територія Пакистану — пом. 25 квітня 1966, Саргодха, Пенджаб, Пакистан) — індійсько-англійський шахіст. Найсильніший шахіст Індії 1920-х і 1930-х років та один з найкращих англійських шахістів 1930-х років. Чемпіон Індії 1928, чемпіон Великої Британії 1929, 1932 і 1933 років. На міжнародній арені виступав тільки 4 роки (з 1929 до 1933) і вважався одним з найперспективніших шахістів світу. 1933 року повернувся до Індії й покинув шахи назавжди.

## Життєпис

### Ранні роки
Народився й виріс у багатодітній сім'ї в Пенджабі (сучасна територія Пакистану). У 9-річному віці батько навчив хлопця грати в індійські шахи (шатрандж), що були в Індії набагато популярніші від європейських. Талант Султан-Хана швидко розвивався і у 21-річному віці він уже був найсильнішим шахістом у провінції Пенджаб. Його помітив військовик, багатий меценат і землевласник-набоб Умар Хаят-Хан і запросив жити до свого маєтку. Мір Малік навчився європейських шахів і після 2-річної підготовки взяв участь у чемпіонаті Індії 1928 року, що проходив у Делі. Одержавши 8 перемог і 1 нічию у 9 партіях, він упевнено здобув титул чемпіона.

### Європейська кар'єра
Навесні 1929 року генерал-майор Хаят-Хан вирушив до Лондона і серед осіб, що його супроводжували, був і Султан-Хан. Як представник колонії отримав членство в Британському шаховому клубі. Серед прихильників таланту індійця була Едіт Прайс — 4-разова на той час чемпіонка Англії та один із керівників клубу. Вона влаштувала Султан-Ханові заняття у Вільяма Вінтера, майбутнього чемпіона Великої Британії 1935 і 1936 років. Вінтер намагався допомогти юнакові засвоїти шахову теорію та основи стратегії, адже Султан-Хан не знав європейських мов (навіть англійської), тому в ранні роки всю теорію опановував сам на власному досвіді.
За 2 місяці до початку чемпіонату Великої Британії, що був призначений на липень-серпень, Мір Султан-Хан взяв участь у тренувальному турнірі. Виступали: Адріан Ґарсія Конде — британський шахіст мексиканського походження, що здобув низку високих місць на престижних турнірах; Фредерік Єйтс — багаторазовий чемпіон Великої Британії; Вільям Вінтер; Мір Султан-Хан. Індійський шахіст програв усі партії Вінтерові та Єйтсу, у двох партіях проти Конде здобув 1,5 очка й поділив з ним 3-4 місця.
Чемпіонат Великої Британії 1929 зібрав 12 шахістів. У першому турі Султан-Хан програв, а в 2 і 3 турах здобув нічиї. У його грі ще було багато теоретичного браку, незнання теорії дебютів і відсутності турнірного досвіду. Але сенсаційно індієць у наступних 8 партіях здобув аж 6 перемог і лише двічі зіграв унічию, фінішувавши на 1-ому місці. Вперше в історії гравець з колонії здобув титул чемпіона Великої Британії.
Як чемпіон країни, Мір Султан-Хан отримав би можливість зіграти у престижному міжнародному турнірі у Гастінгсі, що відбувається щороку після Різдва. Однак у листопаді Хаят-Хан повернувся до Індії, забравши зі собою Султан-Хана.
Шахіст знову приїхав до Європи влітку 1930 року і його відразу ж запросили на міжнародний турнір у Скарборо. Турнір був одним з найсильніших змагань року за складом учасників. Султан-Хан поділив 4-5 місця серед 12 учасників, випередивши провідних англійських шахістів — Джорджа Томаса та Фредеріка Єйтса — перемігши їх в очних зустрічах. Це було важливим тому, що на основі результатів у Скарборо було вирішено формувати склад шахової збірної Англії для виступу в шаховій олімпіаді в Гамбурзі 1930.
На олімпіаді 1930 Англія виступила стабільно, але не показала всього свого потенціалу — 8-е місце серед 18 команд. Індусові довірили місце за першою шахівницею і він провів усі 17 партій турніру (+9 =4 -4), але з представниками першої шістки лідерів він грав унічию, або програвав, перемігши тільки Амоса Покорного (Чехословаччина). Також конфуз стався в 11-ому турі, коли Султан-Хан за 16 ходів несподівано програв Еґґертові Ґілферу з Ісландії.
Турнір у Льєжі в серпні 1930 індійський шахіст почав із 6 перемог поспіль, а потім зіграв унічию з Акібою Рубінштейном. Партію проти Рубінштейна Султін-Хан провів із перев'язаним горлом — європейський клімат спричиняв часті простуди шахіста. У перших шести турах індус упевнено йшов лідером з великим відривом, але в останні 4 партії програв, що можна пояснити хворобою, і посів друге місце, що і так стало великим успіхом для 25-річного шахіста.
Після успіху в Льєжі ставлення до Султан-Хана змінилося. Якщо раніше його досягнення вважали певною випадковістю, то після 2-го місця в дуже сильному міжнародному турнірі до нього почали ставитися як до гравця світового класу.
На чемпіонаті Великої Британії 1932 Султан-Хан знову виборов перше місце. Цікаво, що цього ж року чемпіонат Великої Британії серед жінок виграла його учениця — Фатіма, теж індійка за походженням. Останній третій титул чемпіона Великої Британії Султан-Хан здобув 1933 року.
Усього Мір Султан-Хан зіграв в офіційних європейських турнірах 198 партії. Найвідомішим поєдинком стала перемога над екс-чемпіоном світу Хосе-Раулем Капабланкою на турнірі у Гастінгсі 31 грудня 1930 року. Це була єдина для кубинця поразка на турнірі та перша програна турнірна партія в Англії.

### Кінець кар'єри
Наприкінці 1933 року генерал-майор Умар Хаят-Хан і Мір Султан-Хан повернулися до Індії. Подальша доля шахіста маловідома. Він уже не виступав у жодних турнірах, але відомо, що 1935 року він зустрівся в матчі з переможцем індійської першості, провідним шахістом Індії Вінаякрао Каділкаром і розгромив того з рахунком 9½:½. За заповітом Умара Хаят-Хана шахіст отримав деякі гроші та ділянку землі.
Помер 25 квітня 1966 року від туберкульозу в місті Саргодха (провінція Пенджаб, Пакистан).

## Стиль гри
Відзначався хорошою інтуїцією та нестандартними для класичної теорії рішеннями, не любив складних позицій. У перші місяці перебування в Європі зовсім не знав дебютної теорії, тому дебюти грав інтуїтивно, але згодом заповнив цю нішу. Деколи невиправдано втрачав темп і грав пасивно, не проявляючи активності й, передовсім, намагаючись запобігти активним діям суперника. Одним з улюблених прийомів шахіста були несподівані т. зв. «бокові ходи» (ходи на флангах).
Прикладом гри Султан-Хана може бути 3-я партія матчу із Сало Флором:
Мір Султан-Хан — Сало Флор

(Лондон, 1932)

Захист Каро—Канн
1.e4 c6 2.d4 d5 3.ed cd 4.Сd3 Кc6 5.c3 Кf6 6.Сf4 Сg4 7.f3
Найточнішим виглядає 7.Сe2. Однак хід пішаком, що ослаблює позицію із точки зору загальних перспектив, але вирішує конкретні проблеми, повністю в стилі Султан-Хана.
7… h5 8.e2 e6 9.Сd2 Сd6 10.Сg3 Фc7 11.Кb3 Сg4 12.Тc1
Хід виглядає зайвим у загальному стратегічному плані. Проте він — реакція на 10… Фc7: білі готуються до активних дій на випадок рокіровки противника.
12… С: d3 13.Ф: d3 0-0 14.С: d6 Ф: d6 15.0-0 Тe8 16.Лg3 g6.
|   | a | b | c | d | e | f | g | h |   |
| 8 | b8 чорний кінь · c8 чорна тура · e8 чорна тура · g8 чорний король · a7 чорний пішак · b7 чорний пішак · f7 чорний пішак · h7 чорний пішак · d6 чорний ферзь · e6 чорний пішак · f6 чорний кінь · g6 чорний пішак · d5 чорний пішак · d4 білий пішак · b3 білий кінь · d3 білий ферзь · f3 білий пішак · g3 білий кінь · a2 білий пішак · b2 білий пішак · c2 білий пішак · g2 білий пішак · h2 білий пішак · f1 біла тура · h1 білий король | b8 чорний кінь · c8 чорна тура · e8 чорна тура · g8 чорний король · a7 чорний пішак · b7 чорний пішак · f7 чорний пішак · h7 чорний пішак · d6 чорний ферзь · e6 чорний пішак · f6 чорний кінь · g6 чорний пішак · d5 чорний пішак · d4 білий пішак · b3 білий кінь · d3 білий ферзь · f3 білий пішак · g3 білий кінь · a2 білий пішак · b2 білий пішак · c2 білий пішак · g2 білий пішак · h2 білий пішак · f1 біла тура · h1 білий король | b8 чорний кінь · c8 чорна тура · e8 чорна тура · g8 чорний король · a7 чорний пішак · b7 чорний пішак · f7 чорний пішак · h7 чорний пішак · d6 чорний ферзь · e6 чорний пішак · f6 чорний кінь · g6 чорний пішак · d5 чорний пішак · d4 білий пішак · b3 білий кінь · d3 білий ферзь · f3 білий пішак · g3 білий кінь · a2 білий пішак · b2 білий пішак · c2 білий пішак · g2 білий пішак · h2 білий пішак · f1 біла тура · h1 білий король | b8 чорний кінь · c8 чорна тура · e8 чорна тура · g8 чорний король · a7 чорний пішак · b7 чорний пішак · f7 чорний пішак · h7 чорний пішак · d6 чорний ферзь · e6 чорний пішак · f6 чорний кінь · g6 чорний пішак · d5 чорний пішак · d4 білий пішак · b3 білий кінь · d3 білий ферзь · f3 білий пішак · g3 білий кінь · a2 білий пішак · b2 білий пішак · c2 білий пішак · g2 білий пішак · h2 білий пішак · f1 біла тура · h1 білий король | b8 чорний кінь · c8 чорна тура · e8 чорна тура · g8 чорний король · a7 чорний пішак · b7 чорний пішак · f7 чорний пішак · h7 чорний пішак · d6 чорний ферзь · e6 чорний пішак · f6 чорний кінь · g6 чорний пішак · d5 чорний пішак · d4 білий пішак · b3 білий кінь · d3 білий ферзь · f3 білий пішак · g3 білий кінь · a2 білий пішак · b2 білий пішак · c2 білий пішак · g2 білий пішак · h2 білий пішак · f1 біла тура · h1 білий король | b8 чорний кінь · c8 чорна тура · e8 чорна тура · g8 чорний король · a7 чорний пішак · b7 чорний пішак · f7 чорний пішак · h7 чорний пішак · d6 чорний ферзь · e6 чорний пішак · f6 чорний кінь · g6 чорний пішак · d5 чорний пішак · d4 білий пішак · b3 білий кінь · d3 білий ферзь · f3 білий пішак · g3 білий кінь · a2 білий пішак · b2 білий пішак · c2 білий пішак · g2 білий пішак · h2 білий пішак · f1 біла тура · h1 білий король | b8 чорний кінь · c8 чорна тура · e8 чорна тура · g8 чорний король · a7 чорний пішак · b7 чорний пішак · f7 чорний пішак · h7 чорний пішак · d6 чорний ферзь · e6 чорний пішак · f6 чорний кінь · g6 чорний пішак · d5 чорний пішак · d4 білий пішак · b3 білий кінь · d3 білий ферзь · f3 білий пішак · g3 білий кінь · a2 білий пішак · b2 білий пішак · c2 білий пішак · g2 білий пішак · h2 білий пішак · f1 біла тура · h1 білий король | b8 чорний кінь · c8 чорна тура · e8 чорна тура · g8 чорний король · a7 чорний пішак · b7 чорний пішак · f7 чорний пішак · h7 чорний пішак · d6 чорний ферзь · e6 чорний пішак · f6 чорний кінь · g6 чорний пішак · d5 чорний пішак · d4 білий пішак · b3 білий кінь · d3 білий ферзь · f3 білий пішак · g3 білий кінь · a2 білий пішак · b2 білий пішак · c2 білий пішак · g2 білий пішак · h2 білий пішак · f1 біла тура · h1 білий король | 8 |
| 7 | b8 чорний кінь · c8 чорна тура · e8 чорна тура · g8 чорний король · a7 чорний пішак · b7 чорний пішак · f7 чорний пішак · h7 чорний пішак · d6 чорний ферзь · e6 чорний пішак · f6 чорний кінь · g6 чорний пішак · d5 чорний пішак · d4 білий пішак · b3 білий кінь · d3 білий ферзь · f3 білий пішак · g3 білий кінь · a2 білий пішак · b2 білий пішак · c2 білий пішак · g2 білий пішак · h2 білий пішак · f1 біла тура · h1 білий король | b8 чорний кінь · c8 чорна тура · e8 чорна тура · g8 чорний король · a7 чорний пішак · b7 чорний пішак · f7 чорний пішак · h7 чорний пішак · d6 чорний ферзь · e6 чорний пішак · f6 чорний кінь · g6 чорний пішак · d5 чорний пішак · d4 білий пішак · b3 білий кінь · d3 білий ферзь · f3 білий пішак · g3 білий кінь · a2 білий пішак · b2 білий пішак · c2 білий пішак · g2 білий пішак · h2 білий пішак · f1 біла тура · h1 білий король | b8 чорний кінь · c8 чорна тура · e8 чорна тура · g8 чорний король · a7 чорний пішак · b7 чорний пішак · f7 чорний пішак · h7 чорний пішак · d6 чорний ферзь · e6 чорний пішак · f6 чорний кінь · g6 чорний пішак · d5 чорний пішак · d4 білий пішак · b3 білий кінь · d3 білий ферзь · f3 білий пішак · g3 білий кінь · a2 білий пішак · b2 білий пішак · c2 білий пішак · g2 білий пішак · h2 білий пішак · f1 біла тура · h1 білий король | b8 чорний кінь · c8 чорна тура · e8 чорна тура · g8 чорний король · a7 чорний пішак · b7 чорний пішак · f7 чорний пішак · h7 чорний пішак · d6 чорний ферзь · e6 чорний пішак · f6 чорний кінь · g6 чорний пішак · d5 чорний пішак · d4 білий пішак · b3 білий кінь · d3 білий ферзь · f3 білий пішак · g3 білий кінь · a2 білий пішак · b2 білий пішак · c2 білий пішак · g2 білий пішак · h2 білий пішак · f1 біла тура · h1 білий король | b8 чорний кінь · c8 чорна тура · e8 чорна тура · g8 чорний король · a7 чорний пішак · b7 чорний пішак · f7 чорний пішак · h7 чорний пішак · d6 чорний ферзь · e6 чорний пішак · f6 чорний кінь · g6 чорний пішак · d5 чорний пішак · d4 білий пішак · b3 білий кінь · d3 білий ферзь · f3 білий пішак · g3 білий кінь · a2 білий пішак · b2 білий пішак · c2 білий пішак · g2 білий пішак · h2 білий пішак · f1 біла тура · h1 білий король | b8 чорний кінь · c8 чорна тура · e8 чорна тура · g8 чорний король · a7 чорний пішак · b7 чорний пішак · f7 чорний пішак · h7 чорний пішак · d6 чорний ферзь · e6 чорний пішак · f6 чорний кінь · g6 чорний пішак · d5 чорний пішак · d4 білий пішак · b3 білий кінь · d3 білий ферзь · f3 білий пішак · g3 білий кінь · a2 білий пішак · b2 білий пішак · c2 білий пішак · g2 білий пішак · h2 білий пішак · f1 біла тура · h1 білий король | b8 чорний кінь · c8 чорна тура · e8 чорна тура · g8 чорний король · a7 чорний пішак · b7 чорний пішак · f7 чорний пішак · h7 чорний пішак · d6 чорний ферзь · e6 чорний пішак · f6 чорний кінь · g6 чорний пішак · d5 чорний пішак · d4 білий пішак · b3 білий кінь · d3 білий ферзь · f3 білий пішак · g3 білий кінь · a2 білий пішак · b2 білий пішак · c2 білий пішак · g2 білий пішак · h2 білий пішак · f1 біла тура · h1 білий король | b8 чорний кінь · c8 чорна тура · e8 чорна тура · g8 чорний король · a7 чорний пішак · b7 чорний пішак · f7 чорний пішак · h7 чорний пішак · d6 чорний ферзь · e6 чорний пішак · f6 чорний кінь · g6 чорний пішак · d5 чорний пішак · d4 білий пішак · b3 білий кінь · d3 білий ферзь · f3 білий пішак · g3 білий кінь · a2 білий пішак · b2 білий пішак · c2 білий пішак · g2 білий пішак · h2 білий пішак · f1 біла тура · h1 білий король | 7 |
| 6 | b8 чорний кінь · c8 чорна тура · e8 чорна тура · g8 чорний король · a7 чорний пішак · b7 чорний пішак · f7 чорний пішак · h7 чорний пішак · d6 чорний ферзь · e6 чорний пішак · f6 чорний кінь · g6 чорний пішак · d5 чорний пішак · d4 білий пішак · b3 білий кінь · d3 білий ферзь · f3 білий пішак · g3 білий кінь · a2 білий пішак · b2 білий пішак · c2 білий пішак · g2 білий пішак · h2 білий пішак · f1 біла тура · h1 білий король | b8 чорний кінь · c8 чорна тура · e8 чорна тура · g8 чорний король · a7 чорний пішак · b7 чорний пішак · f7 чорний пішак · h7 чорний пішак · d6 чорний ферзь · e6 чорний пішак · f6 чорний кінь · g6 чорний пішак · d5 чорний пішак · d4 білий пішак · b3 білий кінь · d3 білий ферзь · f3 білий пішак · g3 білий кінь · a2 білий пішак · b2 білий пішак · c2 білий пішак · g2 білий пішак · h2 білий пішак · f1 біла тура · h1 білий король | b8 чорний кінь · c8 чорна тура · e8 чорна тура · g8 чорний король · a7 чорний пішак · b7 чорний пішак · f7 чорний пішак · h7 чорний пішак · d6 чорний ферзь · e6 чорний пішак · f6 чорний кінь · g6 чорний пішак · d5 чорний пішак · d4 білий пішак · b3 білий кінь · d3 білий ферзь · f3 білий пішак · g3 білий кінь · a2 білий пішак · b2 білий пішак · c2 білий пішак · g2 білий пішак · h2 білий пішак · f1 біла тура · h1 білий король | b8 чорний кінь · c8 чорна тура · e8 чорна тура · g8 чорний король · a7 чорний пішак · b7 чорний пішак · f7 чорний пішак · h7 чорний пішак · d6 чорний ферзь · e6 чорний пішак · f6 чорний кінь · g6 чорний пішак · d5 чорний пішак · d4 білий пішак · b3 білий кінь · d3 білий ферзь · f3 білий пішак · g3 білий кінь · a2 білий пішак · b2 білий пішак · c2 білий пішак · g2 білий пішак · h2 білий пішак · f1 біла тура · h1 білий король | b8 чорний кінь · c8 чорна тура · e8 чорна тура · g8 чорний король · a7 чорний пішак · b7 чорний пішак · f7 чорний пішак · h7 чорний пішак · d6 чорний ферзь · e6 чорний пішак · f6 чорний кінь · g6 чорний пішак · d5 чорний пішак · d4 білий пішак · b3 білий кінь · d3 білий ферзь · f3 білий пішак · g3 білий кінь · a2 білий пішак · b2 білий пішак · c2 білий пішак · g2 білий пішак · h2 білий пішак · f1 біла тура · h1 білий король | b8 чорний кінь · c8 чорна тура · e8 чорна тура · g8 чорний король · a7 чорний пішак · b7 чорний пішак · f7 чорний пішак · h7 чорний пішак · d6 чорний ферзь · e6 чорний пішак · f6 чорний кінь · g6 чорний пішак · d5 чорний пішак · d4 білий пішак · b3 білий кінь · d3 білий ферзь · f3 білий пішак · g3 білий кінь · a2 білий пішак · b2 білий пішак · c2 білий пішак · g2 білий пішак · h2 білий пішак · f1 біла тура · h1 білий король | b8 чорний кінь · c8 чорна тура · e8 чорна тура · g8 чорний король · a7 чорний пішак · b7 чорний пішак · f7 чорний пішак · h7 чорний пішак · d6 чорний ферзь · e6 чорний пішак · f6 чорний кінь · g6 чорний пішак · d5 чорний пішак · d4 білий пішак · b3 білий кінь · d3 білий ферзь · f3 білий пішак · g3 білий кінь · a2 білий пішак · b2 білий пішак · c2 білий пішак · g2 білий пішак · h2 білий пішак · f1 біла тура · h1 білий король | b8 чорний кінь · c8 чорна тура · e8 чорна тура · g8 чорний король · a7 чорний пішак · b7 чорний пішак · f7 чорний пішак · h7 чорний пішак · d6 чорний ферзь · e6 чорний пішак · f6 чорний кінь · g6 чорний пішак · d5 чорний пішак · d4 білий пішак · b3 білий кінь · d3 білий ферзь · f3 білий пішак · g3 білий кінь · a2 білий пішак · b2 білий пішак · c2 білий пішак · g2 білий пішак · h2 білий пішак · f1 біла тура · h1 білий король | 6 |
| 5 | b8 чорний кінь · c8 чорна тура · e8 чорна тура · g8 чорний король · a7 чорний пішак · b7 чорний пішак · f7 чорний пішак · h7 чорний пішак · d6 чорний ферзь · e6 чорний пішак · f6 чорний кінь · g6 чорний пішак · d5 чорний пішак · d4 білий пішак · b3 білий кінь · d3 білий ферзь · f3 білий пішак · g3 білий кінь · a2 білий пішак · b2 білий пішак · c2 білий пішак · g2 білий пішак · h2 білий пішак · f1 біла тура · h1 білий король | b8 чорний кінь · c8 чорна тура · e8 чорна тура · g8 чорний король · a7 чорний пішак · b7 чорний пішак · f7 чорний пішак · h7 чорний пішак · d6 чорний ферзь · e6 чорний пішак · f6 чорний кінь · g6 чорний пішак · d5 чорний пішак · d4 білий пішак · b3 білий кінь · d3 білий ферзь · f3 білий пішак · g3 білий кінь · a2 білий пішак · b2 білий пішак · c2 білий пішак · g2 білий пішак · h2 білий пішак · f1 біла тура · h1 білий король | b8 чорний кінь · c8 чорна тура · e8 чорна тура · g8 чорний король · a7 чорний пішак · b7 чорний пішак · f7 чорний пішак · h7 чорний пішак · d6 чорний ферзь · e6 чорний пішак · f6 чорний кінь · g6 чорний пішак · d5 чорний пішак · d4 білий пішак · b3 білий кінь · d3 білий ферзь · f3 білий пішак · g3 білий кінь · a2 білий пішак · b2 білий пішак · c2 білий пішак · g2 білий пішак · h2 білий пішак · f1 біла тура · h1 білий король | b8 чорний кінь · c8 чорна тура · e8 чорна тура · g8 чорний король · a7 чорний пішак · b7 чорний пішак · f7 чорний пішак · h7 чорний пішак · d6 чорний ферзь · e6 чорний пішак · f6 чорний кінь · g6 чорний пішак · d5 чорний пішак · d4 білий пішак · b3 білий кінь · d3 білий ферзь · f3 білий пішак · g3 білий кінь · a2 білий пішак · b2 білий пішак · c2 білий пішак · g2 білий пішак · h2 білий пішак · f1 біла тура · h1 білий король | b8 чорний кінь · c8 чорна тура · e8 чорна тура · g8 чорний король · a7 чорний пішак · b7 чорний пішак · f7 чорний пішак · h7 чорний пішак · d6 чорний ферзь · e6 чорний пішак · f6 чорний кінь · g6 чорний пішак · d5 чорний пішак · d4 білий пішак · b3 білий кінь · d3 білий ферзь · f3 білий пішак · g3 білий кінь · a2 білий пішак · b2 білий пішак · c2 білий пішак · g2 білий пішак · h2 білий пішак · f1 біла тура · h1 білий король | b8 чорний кінь · c8 чорна тура · e8 чорна тура · g8 чорний король · a7 чорний пішак · b7 чорний пішак · f7 чорний пішак · h7 чорний пішак · d6 чорний ферзь · e6 чорний пішак · f6 чорний кінь · g6 чорний пішак · d5 чорний пішак · d4 білий пішак · b3 білий кінь · d3 білий ферзь · f3 білий пішак · g3 білий кінь · a2 білий пішак · b2 білий пішак · c2 білий пішак · g2 білий пішак · h2 білий пішак · f1 біла тура · h1 білий король | b8 чорний кінь · c8 чорна тура · e8 чорна тура · g8 чорний король · a7 чорний пішак · b7 чорний пішак · f7 чорний пішак · h7 чорний пішак · d6 чорний ферзь · e6 чорний пішак · f6 чорний кінь · g6 чорний пішак · d5 чорний пішак · d4 білий пішак · b3 білий кінь · d3 білий ферзь · f3 білий пішак · g3 білий кінь · a2 білий пішак · b2 білий пішак · c2 білий пішак · g2 білий пішак · h2 білий пішак · f1 біла тура · h1 білий король | b8 чорний кінь · c8 чорна тура · e8 чорна тура · g8 чорний король · a7 чорний пішак · b7 чорний пішак · f7 чорний пішак · h7 чорний пішак · d6 чорний ферзь · e6 чорний пішак · f6 чорний кінь · g6 чорний пішак · d5 чорний пішак · d4 білий пішак · b3 білий кінь · d3 білий ферзь · f3 білий пішак · g3 білий кінь · a2 білий пішак · b2 білий пішак · c2 білий пішак · g2 білий пішак · h2 білий пішак · f1 біла тура · h1 білий король | 5 |
| 4 | b8 чорний кінь · c8 чорна тура · e8 чорна тура · g8 чорний король · a7 чорний пішак · b7 чорний пішак · f7 чорний пішак · h7 чорний пішак · d6 чорний ферзь · e6 чорний пішак · f6 чорний кінь · g6 чорний пішак · d5 чорний пішак · d4 білий пішак · b3 білий кінь · d3 білий ферзь · f3 білий пішак · g3 білий кінь · a2 білий пішак · b2 білий пішак · c2 білий пішак · g2 білий пішак · h2 білий пішак · f1 біла тура · h1 білий король | b8 чорний кінь · c8 чорна тура · e8 чорна тура · g8 чорний король · a7 чорний пішак · b7 чорний пішак · f7 чорний пішак · h7 чорний пішак · d6 чорний ферзь · e6 чорний пішак · f6 чорний кінь · g6 чорний пішак · d5 чорний пішак · d4 білий пішак · b3 білий кінь · d3 білий ферзь · f3 білий пішак · g3 білий кінь · a2 білий пішак · b2 білий пішак · c2 білий пішак · g2 білий пішак · h2 білий пішак · f1 біла тура · h1 білий король | b8 чорний кінь · c8 чорна тура · e8 чорна тура · g8 чорний король · a7 чорний пішак · b7 чорний пішак · f7 чорний пішак · h7 чорний пішак · d6 чорний ферзь · e6 чорний пішак · f6 чорний кінь · g6 чорний пішак · d5 чорний пішак · d4 білий пішак · b3 білий кінь · d3 білий ферзь · f3 білий пішак · g3 білий кінь · a2 білий пішак · b2 білий пішак · c2 білий пішак · g2 білий пішак · h2 білий пішак · f1 біла тура · h1 білий король | b8 чорний кінь · c8 чорна тура · e8 чорна тура · g8 чорний король · a7 чорний пішак · b7 чорний пішак · f7 чорний пішак · h7 чорний пішак · d6 чорний ферзь · e6 чорний пішак · f6 чорний кінь · g6 чорний пішак · d5 чорний пішак · d4 білий пішак · b3 білий кінь · d3 білий ферзь · f3 білий пішак · g3 білий кінь · a2 білий пішак · b2 білий пішак · c2 білий пішак · g2 білий пішак · h2 білий пішак · f1 біла тура · h1 білий король | b8 чорний кінь · c8 чорна тура · e8 чорна тура · g8 чорний король · a7 чорний пішак · b7 чорний пішак · f7 чорний пішак · h7 чорний пішак · d6 чорний ферзь · e6 чорний пішак · f6 чорний кінь · g6 чорний пішак · d5 чорний пішак · d4 білий пішак · b3 білий кінь · d3 білий ферзь · f3 білий пішак · g3 білий кінь · a2 білий пішак · b2 білий пішак · c2 білий пішак · g2 білий пішак · h2 білий пішак · f1 біла тура · h1 білий король | b8 чорний кінь · c8 чорна тура · e8 чорна тура · g8 чорний король · a7 чорний пішак · b7 чорний пішак · f7 чорний пішак · h7 чорний пішак · d6 чорний ферзь · e6 чорний пішак · f6 чорний кінь · g6 чорний пішак · d5 чорний пішак · d4 білий пішак · b3 білий кінь · d3 білий ферзь · f3 білий пішак · g3 білий кінь · a2 білий пішак · b2 білий пішак · c2 білий пішак · g2 білий пішак · h2 білий пішак · f1 біла тура · h1 білий король | b8 чорний кінь · c8 чорна тура · e8 чорна тура · g8 чорний король · a7 чорний пішак · b7 чорний пішак · f7 чорний пішак · h7 чорний пішак · d6 чорний ферзь · e6 чорний пішак · f6 чорний кінь · g6 чорний пішак · d5 чорний пішак · d4 білий пішак · b3 білий кінь · d3 білий ферзь · f3 білий пішак · g3 білий кінь · a2 білий пішак · b2 білий пішак · c2 білий пішак · g2 білий пішак · h2 білий пішак · f1 біла тура · h1 білий король | b8 чорний кінь · c8 чорна тура · e8 чорна тура · g8 чорний король · a7 чорний пішак · b7 чорний пішак · f7 чорний пішак · h7 чорний пішак · d6 чорний ферзь · e6 чорний пішак · f6 чорний кінь · g6 чорний пішак · d5 чорний пішак · d4 білий пішак · b3 білий кінь · d3 білий ферзь · f3 білий пішак · g3 білий кінь · a2 білий пішак · b2 білий пішак · c2 білий пішак · g2 білий пішак · h2 білий пішак · f1 біла тура · h1 білий король | 4 |
| 3 | b8 чорний кінь · c8 чорна тура · e8 чорна тура · g8 чорний король · a7 чорний пішак · b7 чорний пішак · f7 чорний пішак · h7 чорний пішак · d6 чорний ферзь · e6 чорний пішак · f6 чорний кінь · g6 чорний пішак · d5 чорний пішак · d4 білий пішак · b3 білий кінь · d3 білий ферзь · f3 білий пішак · g3 білий кінь · a2 білий пішак · b2 білий пішак · c2 білий пішак · g2 білий пішак · h2 білий пішак · f1 біла тура · h1 білий король | b8 чорний кінь · c8 чорна тура · e8 чорна тура · g8 чорний король · a7 чорний пішак · b7 чорний пішак · f7 чорний пішак · h7 чорний пішак · d6 чорний ферзь · e6 чорний пішак · f6 чорний кінь · g6 чорний пішак · d5 чорний пішак · d4 білий пішак · b3 білий кінь · d3 білий ферзь · f3 білий пішак · g3 білий кінь · a2 білий пішак · b2 білий пішак · c2 білий пішак · g2 білий пішак · h2 білий пішак · f1 біла тура · h1 білий король | b8 чорний кінь · c8 чорна тура · e8 чорна тура · g8 чорний король · a7 чорний пішак · b7 чорний пішак · f7 чорний пішак · h7 чорний пішак · d6 чорний ферзь · e6 чорний пішак · f6 чорний кінь · g6 чорний пішак · d5 чорний пішак · d4 білий пішак · b3 білий кінь · d3 білий ферзь · f3 білий пішак · g3 білий кінь · a2 білий пішак · b2 білий пішак · c2 білий пішак · g2 білий пішак · h2 білий пішак · f1 біла тура · h1 білий король | b8 чорний кінь · c8 чорна тура · e8 чорна тура · g8 чорний король · a7 чорний пішак · b7 чорний пішак · f7 чорний пішак · h7 чорний пішак · d6 чорний ферзь · e6 чорний пішак · f6 чорний кінь · g6 чорний пішак · d5 чорний пішак · d4 білий пішак · b3 білий кінь · d3 білий ферзь · f3 білий пішак · g3 білий кінь · a2 білий пішак · b2 білий пішак · c2 білий пішак · g2 білий пішак · h2 білий пішак · f1 біла тура · h1 білий король | b8 чорний кінь · c8 чорна тура · e8 чорна тура · g8 чорний король · a7 чорний пішак · b7 чорний пішак · f7 чорний пішак · h7 чорний пішак · d6 чорний ферзь · e6 чорний пішак · f6 чорний кінь · g6 чорний пішак · d5 чорний пішак · d4 білий пішак · b3 білий кінь · d3 білий ферзь · f3 білий пішак · g3 білий кінь · a2 білий пішак · b2 білий пішак · c2 білий пішак · g2 білий пішак · h2 білий пішак · f1 біла тура · h1 білий король | b8 чорний кінь · c8 чорна тура · e8 чорна тура · g8 чорний король · a7 чорний пішак · b7 чорний пішак · f7 чорний пішак · h7 чорний пішак · d6 чорний ферзь · e6 чорний пішак · f6 чорний кінь · g6 чорний пішак · d5 чорний пішак · d4 білий пішак · b3 білий кінь · d3 білий ферзь · f3 білий пішак · g3 білий кінь · a2 білий пішак · b2 білий пішак · c2 білий пішак · g2 білий пішак · h2 білий пішак · f1 біла тура · h1 білий король | b8 чорний кінь · c8 чорна тура · e8 чорна тура · g8 чорний король · a7 чорний пішак · b7 чорний пішак · f7 чорний пішак · h7 чорний пішак · d6 чорний ферзь · e6 чорний пішак · f6 чорний кінь · g6 чорний пішак · d5 чорний пішак · d4 білий пішак · b3 білий кінь · d3 білий ферзь · f3 білий пішак · g3 білий кінь · a2 білий пішак · b2 білий пішак · c2 білий пішак · g2 білий пішак · h2 білий пішак · f1 біла тура · h1 білий король | b8 чорний кінь · c8 чорна тура · e8 чорна тура · g8 чорний король · a7 чорний пішак · b7 чорний пішак · f7 чорний пішак · h7 чорний пішак · d6 чорний ферзь · e6 чорний пішак · f6 чорний кінь · g6 чорний пішак · d5 чорний пішак · d4 білий пішак · b3 білий кінь · d3 білий ферзь · f3 білий пішак · g3 білий кінь · a2 білий пішак · b2 білий пішак · c2 білий пішак · g2 білий пішак · h2 білий пішак · f1 біла тура · h1 білий король | 3 |
| 2 | b8 чорний кінь · c8 чорна тура · e8 чорна тура · g8 чорний король · a7 чорний пішак · b7 чорний пішак · f7 чорний пішак · h7 чорний пішак · d6 чорний ферзь · e6 чорний пішак · f6 чорний кінь · g6 чорний пішак · d5 чорний пішак · d4 білий пішак · b3 білий кінь · d3 білий ферзь · f3 білий пішак · g3 білий кінь · a2 білий пішак · b2 білий пішак · c2 білий пішак · g2 білий пішак · h2 білий пішак · f1 біла тура · h1 білий король | b8 чорний кінь · c8 чорна тура · e8 чорна тура · g8 чорний король · a7 чорний пішак · b7 чорний пішак · f7 чорний пішак · h7 чорний пішак · d6 чорний ферзь · e6 чорний пішак · f6 чорний кінь · g6 чорний пішак · d5 чорний пішак · d4 білий пішак · b3 білий кінь · d3 білий ферзь · f3 білий пішак · g3 білий кінь · a2 білий пішак · b2 білий пішак · c2 білий пішак · g2 білий пішак · h2 білий пішак · f1 біла тура · h1 білий король | b8 чорний кінь · c8 чорна тура · e8 чорна тура · g8 чорний король · a7 чорний пішак · b7 чорний пішак · f7 чорний пішак · h7 чорний пішак · d6 чорний ферзь · e6 чорний пішак · f6 чорний кінь · g6 чорний пішак · d5 чорний пішак · d4 білий пішак · b3 білий кінь · d3 білий ферзь · f3 білий пішак · g3 білий кінь · a2 білий пішак · b2 білий пішак · c2 білий пішак · g2 білий пішак · h2 білий пішак · f1 біла тура · h1 білий король | b8 чорний кінь · c8 чорна тура · e8 чорна тура · g8 чорний король · a7 чорний пішак · b7 чорний пішак · f7 чорний пішак · h7 чорний пішак · d6 чорний ферзь · e6 чорний пішак · f6 чорний кінь · g6 чорний пішак · d5 чорний пішак · d4 білий пішак · b3 білий кінь · d3 білий ферзь · f3 білий пішак · g3 білий кінь · a2 білий пішак · b2 білий пішак · c2 білий пішак · g2 білий пішак · h2 білий пішак · f1 біла тура · h1 білий король | b8 чорний кінь · c8 чорна тура · e8 чорна тура · g8 чорний король · a7 чорний пішак · b7 чорний пішак · f7 чорний пішак · h7 чорний пішак · d6 чорний ферзь · e6 чорний пішак · f6 чорний кінь · g6 чорний пішак · d5 чорний пішак · d4 білий пішак · b3 білий кінь · d3 білий ферзь · f3 білий пішак · g3 білий кінь · a2 білий пішак · b2 білий пішак · c2 білий пішак · g2 білий пішак · h2 білий пішак · f1 біла тура · h1 білий король | b8 чорний кінь · c8 чорна тура · e8 чорна тура · g8 чорний король · a7 чорний пішак · b7 чорний пішак · f7 чорний пішак · h7 чорний пішак · d6 чорний ферзь · e6 чорний пішак · f6 чорний кінь · g6 чорний пішак · d5 чорний пішак · d4 білий пішак · b3 білий кінь · d3 білий ферзь · f3 білий пішак · g3 білий кінь · a2 білий пішак · b2 білий пішак · c2 білий пішак · g2 білий пішак · h2 білий пішак · f1 біла тура · h1 білий король | b8 чорний кінь · c8 чорна тура · e8 чорна тура · g8 чорний король · a7 чорний пішак · b7 чорний пішак · f7 чорний пішак · h7 чорний пішак · d6 чорний ферзь · e6 чорний пішак · f6 чорний кінь · g6 чорний пішак · d5 чорний пішак · d4 білий пішак · b3 білий кінь · d3 білий ферзь · f3 білий пішак · g3 білий кінь · a2 білий пішак · b2 білий пішак · c2 білий пішак · g2 білий пішак · h2 білий пішак · f1 біла тура · h1 білий король | b8 чорний кінь · c8 чорна тура · e8 чорна тура · g8 чорний король · a7 чорний пішак · b7 чорний пішак · f7 чорний пішак · h7 чорний пішак · d6 чорний ферзь · e6 чорний пішак · f6 чорний кінь · g6 чорний пішак · d5 чорний пішак · d4 білий пішак · b3 білий кінь · d3 білий ферзь · f3 білий пішак · g3 білий кінь · a2 білий пішак · b2 білий пішак · c2 білий пішак · g2 білий пішак · h2 білий пішак · f1 біла тура · h1 білий король | 2 |
| 1 | b8 чорний кінь · c8 чорна тура · e8 чорна тура · g8 чорний король · a7 чорний пішак · b7 чорний пішак · f7 чорний пішак · h7 чорний пішак · d6 чорний ферзь · e6 чорний пішак · f6 чорний кінь · g6 чорний пішак · d5 чорний пішак · d4 білий пішак · b3 білий кінь · d3 білий ферзь · f3 білий пішак · g3 білий кінь · a2 білий пішак · b2 білий пішак · c2 білий пішак · g2 білий пішак · h2 білий пішак · f1 біла тура · h1 білий король | b8 чорний кінь · c8 чорна тура · e8 чорна тура · g8 чорний король · a7 чорний пішак · b7 чорний пішак · f7 чорний пішак · h7 чорний пішак · d6 чорний ферзь · e6 чорний пішак · f6 чорний кінь · g6 чорний пішак · d5 чорний пішак · d4 білий пішак · b3 білий кінь · d3 білий ферзь · f3 білий пішак · g3 білий кінь · a2 білий пішак · b2 білий пішак · c2 білий пішак · g2 білий пішак · h2 білий пішак · f1 біла тура · h1 білий король | b8 чорний кінь · c8 чорна тура · e8 чорна тура · g8 чорний король · a7 чорний пішак · b7 чорний пішак · f7 чорний пішак · h7 чорний пішак · d6 чорний ферзь · e6 чорний пішак · f6 чорний кінь · g6 чорний пішак · d5 чорний пішак · d4 білий пішак · b3 білий кінь · d3 білий ферзь · f3 білий пішак · g3 білий кінь · a2 білий пішак · b2 білий пішак · c2 білий пішак · g2 білий пішак · h2 білий пішак · f1 біла тура · h1 білий король | b8 чорний кінь · c8 чорна тура · e8 чорна тура · g8 чорний король · a7 чорний пішак · b7 чорний пішак · f7 чорний пішак · h7 чорний пішак · d6 чорний ферзь · e6 чорний пішак · f6 чорний кінь · g6 чорний пішак · d5 чорний пішак · d4 білий пішак · b3 білий кінь · d3 білий ферзь · f3 білий пішак · g3 білий кінь · a2 білий пішак · b2 білий пішак · c2 білий пішак · g2 білий пішак · h2 білий пішак · f1 біла тура · h1 білий король | b8 чорний кінь · c8 чорна тура · e8 чорна тура · g8 чорний король · a7 чорний пішак · b7 чорний пішак · f7 чорний пішак · h7 чорний пішак · d6 чорний ферзь · e6 чорний пішак · f6 чорний кінь · g6 чорний пішак · d5 чорний пішак · d4 білий пішак · b3 білий кінь · d3 білий ферзь · f3 білий пішак · g3 білий кінь · a2 білий пішак · b2 білий пішак · c2 білий пішак · g2 білий пішак · h2 білий пішак · f1 біла тура · h1 білий король | b8 чорний кінь · c8 чорна тура · e8 чорна тура · g8 чорний король · a7 чорний пішак · b7 чорний пішак · f7 чорний пішак · h7 чорний пішак · d6 чорний ферзь · e6 чорний пішак · f6 чорний кінь · g6 чорний пішак · d5 чорний пішак · d4 білий пішак · b3 білий кінь · d3 білий ферзь · f3 білий пішак · g3 білий кінь · a2 білий пішак · b2 білий пішак · c2 білий пішак · g2 білий пішак · h2 білий пішак · f1 біла тура · h1 білий король | b8 чорний кінь · c8 чорна тура · e8 чорна тура · g8 чорний король · a7 чорний пішак · b7 чорний пішак · f7 чорний пішак · h7 чорний пішак · d6 чорний ферзь · e6 чорний пішак · f6 чорний кінь · g6 чорний пішак · d5 чорний пішак · d4 білий пішак · b3 білий кінь · d3 білий ферзь · f3 білий пішак · g3 білий кінь · a2 білий пішак · b2 білий пішак · c2 білий пішак · g2 білий пішак · h2 білий пішак · f1 біла тура · h1 білий король | b8 чорний кінь · c8 чорна тура · e8 чорна тура · g8 чорний король · a7 чорний пішак · b7 чорний пішак · f7 чорний пішак · h7 чорний пішак · d6 чорний ферзь · e6 чорний пішак · f6 чорний кінь · g6 чорний пішак · d5 чорний пішак · d4 білий пішак · b3 білий кінь · d3 білий ферзь · f3 білий пішак · g3 білий кінь · a2 білий пішак · b2 білий пішак · c2 білий пішак · g2 білий пішак · h2 білий пішак · f1 біла тура · h1 білий король | 1 |
|   | a | b | c | d | e | f | g | h |   |

Підготовка до e6-e5?
17.Тe1 Тc8 18.Тe2 Кb8.
Кінь збирається через d7 і b6 добратися до c4 (див. діаграму).
19.a4.
Ослаблення полів на ферзевому фланзі відступає на другий план перед точно сформульованим завданням: треба завадити маршруту коня, й пішак вирушає в дорогу, щоб взяти під контроль поле b6.
19…Кd7 20.a5 Фa6 21.Ф: a6 ba.
Відважний і відповідальний вчинок. Рівновагу невідворотно порушено. Тепер кожен із суперників повинен довести перевагу своїх позиційних плюсів на ферзевому фланзі: краща пішакова структура чи відкриті лінії.
22.Тa1 Тc7 23.Кc1! Тc8 24.Кd3 Тb7 25.Тa3 Кc6 26.Кf1 Тb5 27.b4 Кd8 28.Кe3 Тb8.
|   | a | b | c | d | e | f | g | h |   |
| 8 | b8 чорна тура · c8 чорна тура · d8 чорний кінь · g8 чорний король · a7 чорний пішак · d7 чорний кінь · f7 чорний пішак · h7 чорний пішак · a6 чорний пішак · e6 чорний пішак · g6 чорний пішак · a5 білий пішак · d5 чорний пішак · b4 білий пішак · d4 білий пішак · a3 біла тура · c3 білий пішак · d3 білий кінь · e3 білий кінь · f3 білий пішак · e2 біла тура · g2 білий пішак · h2 білий пішак · h1 білий король | b8 чорна тура · c8 чорна тура · d8 чорний кінь · g8 чорний король · a7 чорний пішак · d7 чорний кінь · f7 чорний пішак · h7 чорний пішак · a6 чорний пішак · e6 чорний пішак · g6 чорний пішак · a5 білий пішак · d5 чорний пішак · b4 білий пішак · d4 білий пішак · a3 біла тура · c3 білий пішак · d3 білий кінь · e3 білий кінь · f3 білий пішак · e2 біла тура · g2 білий пішак · h2 білий пішак · h1 білий король | b8 чорна тура · c8 чорна тура · d8 чорний кінь · g8 чорний король · a7 чорний пішак · d7 чорний кінь · f7 чорний пішак · h7 чорний пішак · a6 чорний пішак · e6 чорний пішак · g6 чорний пішак · a5 білий пішак · d5 чорний пішак · b4 білий пішак · d4 білий пішак · a3 біла тура · c3 білий пішак · d3 білий кінь · e3 білий кінь · f3 білий пішак · e2 біла тура · g2 білий пішак · h2 білий пішак · h1 білий король | b8 чорна тура · c8 чорна тура · d8 чорний кінь · g8 чорний король · a7 чорний пішак · d7 чорний кінь · f7 чорний пішак · h7 чорний пішак · a6 чорний пішак · e6 чорний пішак · g6 чорний пішак · a5 білий пішак · d5 чорний пішак · b4 білий пішак · d4 білий пішак · a3 біла тура · c3 білий пішак · d3 білий кінь · e3 білий кінь · f3 білий пішак · e2 біла тура · g2 білий пішак · h2 білий пішак · h1 білий король | b8 чорна тура · c8 чорна тура · d8 чорний кінь · g8 чорний король · a7 чорний пішак · d7 чорний кінь · f7 чорний пішак · h7 чорний пішак · a6 чорний пішак · e6 чорний пішак · g6 чорний пішак · a5 білий пішак · d5 чорний пішак · b4 білий пішак · d4 білий пішак · a3 біла тура · c3 білий пішак · d3 білий кінь · e3 білий кінь · f3 білий пішак · e2 біла тура · g2 білий пішак · h2 білий пішак · h1 білий король | b8 чорна тура · c8 чорна тура · d8 чорний кінь · g8 чорний король · a7 чорний пішак · d7 чорний кінь · f7 чорний пішак · h7 чорний пішак · a6 чорний пішак · e6 чорний пішак · g6 чорний пішак · a5 білий пішак · d5 чорний пішак · b4 білий пішак · d4 білий пішак · a3 біла тура · c3 білий пішак · d3 білий кінь · e3 білий кінь · f3 білий пішак · e2 біла тура · g2 білий пішак · h2 білий пішак · h1 білий король | b8 чорна тура · c8 чорна тура · d8 чорний кінь · g8 чорний король · a7 чорний пішак · d7 чорний кінь · f7 чорний пішак · h7 чорний пішак · a6 чорний пішак · e6 чорний пішак · g6 чорний пішак · a5 білий пішак · d5 чорний пішак · b4 білий пішак · d4 білий пішак · a3 біла тура · c3 білий пішак · d3 білий кінь · e3 білий кінь · f3 білий пішак · e2 біла тура · g2 білий пішак · h2 білий пішак · h1 білий король | b8 чорна тура · c8 чорна тура · d8 чорний кінь · g8 чорний король · a7 чорний пішак · d7 чорний кінь · f7 чорний пішак · h7 чорний пішак · a6 чорний пішак · e6 чорний пішак · g6 чорний пішак · a5 білий пішак · d5 чорний пішак · b4 білий пішак · d4 білий пішак · a3 біла тура · c3 білий пішак · d3 білий кінь · e3 білий кінь · f3 білий пішак · e2 біла тура · g2 білий пішак · h2 білий пішак · h1 білий король | 8 |
| 7 | b8 чорна тура · c8 чорна тура · d8 чорний кінь · g8 чорний король · a7 чорний пішак · d7 чорний кінь · f7 чорний пішак · h7 чорний пішак · a6 чорний пішак · e6 чорний пішак · g6 чорний пішак · a5 білий пішак · d5 чорний пішак · b4 білий пішак · d4 білий пішак · a3 біла тура · c3 білий пішак · d3 білий кінь · e3 білий кінь · f3 білий пішак · e2 біла тура · g2 білий пішак · h2 білий пішак · h1 білий король | b8 чорна тура · c8 чорна тура · d8 чорний кінь · g8 чорний король · a7 чорний пішак · d7 чорний кінь · f7 чорний пішак · h7 чорний пішак · a6 чорний пішак · e6 чорний пішак · g6 чорний пішак · a5 білий пішак · d5 чорний пішак · b4 білий пішак · d4 білий пішак · a3 біла тура · c3 білий пішак · d3 білий кінь · e3 білий кінь · f3 білий пішак · e2 біла тура · g2 білий пішак · h2 білий пішак · h1 білий король | b8 чорна тура · c8 чорна тура · d8 чорний кінь · g8 чорний король · a7 чорний пішак · d7 чорний кінь · f7 чорний пішак · h7 чорний пішак · a6 чорний пішак · e6 чорний пішак · g6 чорний пішак · a5 білий пішак · d5 чорний пішак · b4 білий пішак · d4 білий пішак · a3 біла тура · c3 білий пішак · d3 білий кінь · e3 білий кінь · f3 білий пішак · e2 біла тура · g2 білий пішак · h2 білий пішак · h1 білий король | b8 чорна тура · c8 чорна тура · d8 чорний кінь · g8 чорний король · a7 чорний пішак · d7 чорний кінь · f7 чорний пішак · h7 чорний пішак · a6 чорний пішак · e6 чорний пішак · g6 чорний пішак · a5 білий пішак · d5 чорний пішак · b4 білий пішак · d4 білий пішак · a3 біла тура · c3 білий пішак · d3 білий кінь · e3 білий кінь · f3 білий пішак · e2 біла тура · g2 білий пішак · h2 білий пішак · h1 білий король | b8 чорна тура · c8 чорна тура · d8 чорний кінь · g8 чорний король · a7 чорний пішак · d7 чорний кінь · f7 чорний пішак · h7 чорний пішак · a6 чорний пішак · e6 чорний пішак · g6 чорний пішак · a5 білий пішак · d5 чорний пішак · b4 білий пішак · d4 білий пішак · a3 біла тура · c3 білий пішак · d3 білий кінь · e3 білий кінь · f3 білий пішак · e2 біла тура · g2 білий пішак · h2 білий пішак · h1 білий король | b8 чорна тура · c8 чорна тура · d8 чорний кінь · g8 чорний король · a7 чорний пішак · d7 чорний кінь · f7 чорний пішак · h7 чорний пішак · a6 чорний пішак · e6 чорний пішак · g6 чорний пішак · a5 білий пішак · d5 чорний пішак · b4 білий пішак · d4 білий пішак · a3 біла тура · c3 білий пішак · d3 білий кінь · e3 білий кінь · f3 білий пішак · e2 біла тура · g2 білий пішак · h2 білий пішак · h1 білий король | b8 чорна тура · c8 чорна тура · d8 чорний кінь · g8 чорний король · a7 чорний пішак · d7 чорний кінь · f7 чорний пішак · h7 чорний пішак · a6 чорний пішак · e6 чорний пішак · g6 чорний пішак · a5 білий пішак · d5 чорний пішак · b4 білий пішак · d4 білий пішак · a3 біла тура · c3 білий пішак · d3 білий кінь · e3 білий кінь · f3 білий пішак · e2 біла тура · g2 білий пішак · h2 білий пішак · h1 білий король | b8 чорна тура · c8 чорна тура · d8 чорний кінь · g8 чорний король · a7 чорний пішак · d7 чорний кінь · f7 чорний пішак · h7 чорний пішак · a6 чорний пішак · e6 чорний пішак · g6 чорний пішак · a5 білий пішак · d5 чорний пішак · b4 білий пішак · d4 білий пішак · a3 біла тура · c3 білий пішак · d3 білий кінь · e3 білий кінь · f3 білий пішак · e2 біла тура · g2 білий пішак · h2 білий пішак · h1 білий король | 7 |
| 6 | b8 чорна тура · c8 чорна тура · d8 чорний кінь · g8 чорний король · a7 чорний пішак · d7 чорний кінь · f7 чорний пішак · h7 чорний пішак · a6 чорний пішак · e6 чорний пішак · g6 чорний пішак · a5 білий пішак · d5 чорний пішак · b4 білий пішак · d4 білий пішак · a3 біла тура · c3 білий пішак · d3 білий кінь · e3 білий кінь · f3 білий пішак · e2 біла тура · g2 білий пішак · h2 білий пішак · h1 білий король | b8 чорна тура · c8 чорна тура · d8 чорний кінь · g8 чорний король · a7 чорний пішак · d7 чорний кінь · f7 чорний пішак · h7 чорний пішак · a6 чорний пішак · e6 чорний пішак · g6 чорний пішак · a5 білий пішак · d5 чорний пішак · b4 білий пішак · d4 білий пішак · a3 біла тура · c3 білий пішак · d3 білий кінь · e3 білий кінь · f3 білий пішак · e2 біла тура · g2 білий пішак · h2 білий пішак · h1 білий король | b8 чорна тура · c8 чорна тура · d8 чорний кінь · g8 чорний король · a7 чорний пішак · d7 чорний кінь · f7 чорний пішак · h7 чорний пішак · a6 чорний пішак · e6 чорний пішак · g6 чорний пішак · a5 білий пішак · d5 чорний пішак · b4 білий пішак · d4 білий пішак · a3 біла тура · c3 білий пішак · d3 білий кінь · e3 білий кінь · f3 білий пішак · e2 біла тура · g2 білий пішак · h2 білий пішак · h1 білий король | b8 чорна тура · c8 чорна тура · d8 чорний кінь · g8 чорний король · a7 чорний пішак · d7 чорний кінь · f7 чорний пішак · h7 чорний пішак · a6 чорний пішак · e6 чорний пішак · g6 чорний пішак · a5 білий пішак · d5 чорний пішак · b4 білий пішак · d4 білий пішак · a3 біла тура · c3 білий пішак · d3 білий кінь · e3 білий кінь · f3 білий пішак · e2 біла тура · g2 білий пішак · h2 білий пішак · h1 білий король | b8 чорна тура · c8 чорна тура · d8 чорний кінь · g8 чорний король · a7 чорний пішак · d7 чорний кінь · f7 чорний пішак · h7 чорний пішак · a6 чорний пішак · e6 чорний пішак · g6 чорний пішак · a5 білий пішак · d5 чорний пішак · b4 білий пішак · d4 білий пішак · a3 біла тура · c3 білий пішак · d3 білий кінь · e3 білий кінь · f3 білий пішак · e2 біла тура · g2 білий пішак · h2 білий пішак · h1 білий король | b8 чорна тура · c8 чорна тура · d8 чорний кінь · g8 чорний король · a7 чорний пішак · d7 чорний кінь · f7 чорний пішак · h7 чорний пішак · a6 чорний пішак · e6 чорний пішак · g6 чорний пішак · a5 білий пішак · d5 чорний пішак · b4 білий пішак · d4 білий пішак · a3 біла тура · c3 білий пішак · d3 білий кінь · e3 білий кінь · f3 білий пішак · e2 біла тура · g2 білий пішак · h2 білий пішак · h1 білий король | b8 чорна тура · c8 чорна тура · d8 чорний кінь · g8 чорний король · a7 чорний пішак · d7 чорний кінь · f7 чорний пішак · h7 чорний пішак · a6 чорний пішак · e6 чорний пішак · g6 чорний пішак · a5 білий пішак · d5 чорний пішак · b4 білий пішак · d4 білий пішак · a3 біла тура · c3 білий пішак · d3 білий кінь · e3 білий кінь · f3 білий пішак · e2 біла тура · g2 білий пішак · h2 білий пішак · h1 білий король | b8 чорна тура · c8 чорна тура · d8 чорний кінь · g8 чорний король · a7 чорний пішак · d7 чорний кінь · f7 чорний пішак · h7 чорний пішак · a6 чорний пішак · e6 чорний пішак · g6 чорний пішак · a5 білий пішак · d5 чорний пішак · b4 білий пішак · d4 білий пішак · a3 біла тура · c3 білий пішак · d3 білий кінь · e3 білий кінь · f3 білий пішак · e2 біла тура · g2 білий пішак · h2 білий пішак · h1 білий король | 6 |
| 5 | b8 чорна тура · c8 чорна тура · d8 чорний кінь · g8 чорний король · a7 чорний пішак · d7 чорний кінь · f7 чорний пішак · h7 чорний пішак · a6 чорний пішак · e6 чорний пішак · g6 чорний пішак · a5 білий пішак · d5 чорний пішак · b4 білий пішак · d4 білий пішак · a3 біла тура · c3 білий пішак · d3 білий кінь · e3 білий кінь · f3 білий пішак · e2 біла тура · g2 білий пішак · h2 білий пішак · h1 білий король | b8 чорна тура · c8 чорна тура · d8 чорний кінь · g8 чорний король · a7 чорний пішак · d7 чорний кінь · f7 чорний пішак · h7 чорний пішак · a6 чорний пішак · e6 чорний пішак · g6 чорний пішак · a5 білий пішак · d5 чорний пішак · b4 білий пішак · d4 білий пішак · a3 біла тура · c3 білий пішак · d3 білий кінь · e3 білий кінь · f3 білий пішак · e2 біла тура · g2 білий пішак · h2 білий пішак · h1 білий король | b8 чорна тура · c8 чорна тура · d8 чорний кінь · g8 чорний король · a7 чорний пішак · d7 чорний кінь · f7 чорний пішак · h7 чорний пішак · a6 чорний пішак · e6 чорний пішак · g6 чорний пішак · a5 білий пішак · d5 чорний пішак · b4 білий пішак · d4 білий пішак · a3 біла тура · c3 білий пішак · d3 білий кінь · e3 білий кінь · f3 білий пішак · e2 біла тура · g2 білий пішак · h2 білий пішак · h1 білий король | b8 чорна тура · c8 чорна тура · d8 чорний кінь · g8 чорний король · a7 чорний пішак · d7 чорний кінь · f7 чорний пішак · h7 чорний пішак · a6 чорний пішак · e6 чорний пішак · g6 чорний пішак · a5 білий пішак · d5 чорний пішак · b4 білий пішак · d4 білий пішак · a3 біла тура · c3 білий пішак · d3 білий кінь · e3 білий кінь · f3 білий пішак · e2 біла тура · g2 білий пішак · h2 білий пішак · h1 білий король | b8 чорна тура · c8 чорна тура · d8 чорний кінь · g8 чорний король · a7 чорний пішак · d7 чорний кінь · f7 чорний пішак · h7 чорний пішак · a6 чорний пішак · e6 чорний пішак · g6 чорний пішак · a5 білий пішак · d5 чорний пішак · b4 білий пішак · d4 білий пішак · a3 біла тура · c3 білий пішак · d3 білий кінь · e3 білий кінь · f3 білий пішак · e2 біла тура · g2 білий пішак · h2 білий пішак · h1 білий король | b8 чорна тура · c8 чорна тура · d8 чорний кінь · g8 чорний король · a7 чорний пішак · d7 чорний кінь · f7 чорний пішак · h7 чорний пішак · a6 чорний пішак · e6 чорний пішак · g6 чорний пішак · a5 білий пішак · d5 чорний пішак · b4 білий пішак · d4 білий пішак · a3 біла тура · c3 білий пішак · d3 білий кінь · e3 білий кінь · f3 білий пішак · e2 біла тура · g2 білий пішак · h2 білий пішак · h1 білий король | b8 чорна тура · c8 чорна тура · d8 чорний кінь · g8 чорний король · a7 чорний пішак · d7 чорний кінь · f7 чорний пішак · h7 чорний пішак · a6 чорний пішак · e6 чорний пішак · g6 чорний пішак · a5 білий пішак · d5 чорний пішак · b4 білий пішак · d4 білий пішак · a3 біла тура · c3 білий пішак · d3 білий кінь · e3 білий кінь · f3 білий пішак · e2 біла тура · g2 білий пішак · h2 білий пішак · h1 білий король | b8 чорна тура · c8 чорна тура · d8 чорний кінь · g8 чорний король · a7 чорний пішак · d7 чорний кінь · f7 чорний пішак · h7 чорний пішак · a6 чорний пішак · e6 чорний пішак · g6 чорний пішак · a5 білий пішак · d5 чорний пішак · b4 білий пішак · d4 білий пішак · a3 біла тура · c3 білий пішак · d3 білий кінь · e3 білий кінь · f3 білий пішак · e2 біла тура · g2 білий пішак · h2 білий пішак · h1 білий король | 5 |
| 4 | b8 чорна тура · c8 чорна тура · d8 чорний кінь · g8 чорний король · a7 чорний пішак · d7 чорний кінь · f7 чорний пішак · h7 чорний пішак · a6 чорний пішак · e6 чорний пішак · g6 чорний пішак · a5 білий пішак · d5 чорний пішак · b4 білий пішак · d4 білий пішак · a3 біла тура · c3 білий пішак · d3 білий кінь · e3 білий кінь · f3 білий пішак · e2 біла тура · g2 білий пішак · h2 білий пішак · h1 білий король | b8 чорна тура · c8 чорна тура · d8 чорний кінь · g8 чорний король · a7 чорний пішак · d7 чорний кінь · f7 чорний пішак · h7 чорний пішак · a6 чорний пішак · e6 чорний пішак · g6 чорний пішак · a5 білий пішак · d5 чорний пішак · b4 білий пішак · d4 білий пішак · a3 біла тура · c3 білий пішак · d3 білий кінь · e3 білий кінь · f3 білий пішак · e2 біла тура · g2 білий пішак · h2 білий пішак · h1 білий король | b8 чорна тура · c8 чорна тура · d8 чорний кінь · g8 чорний король · a7 чорний пішак · d7 чорний кінь · f7 чорний пішак · h7 чорний пішак · a6 чорний пішак · e6 чорний пішак · g6 чорний пішак · a5 білий пішак · d5 чорний пішак · b4 білий пішак · d4 білий пішак · a3 біла тура · c3 білий пішак · d3 білий кінь · e3 білий кінь · f3 білий пішак · e2 біла тура · g2 білий пішак · h2 білий пішак · h1 білий король | b8 чорна тура · c8 чорна тура · d8 чорний кінь · g8 чорний король · a7 чорний пішак · d7 чорний кінь · f7 чорний пішак · h7 чорний пішак · a6 чорний пішак · e6 чорний пішак · g6 чорний пішак · a5 білий пішак · d5 чорний пішак · b4 білий пішак · d4 білий пішак · a3 біла тура · c3 білий пішак · d3 білий кінь · e3 білий кінь · f3 білий пішак · e2 біла тура · g2 білий пішак · h2 білий пішак · h1 білий король | b8 чорна тура · c8 чорна тура · d8 чорний кінь · g8 чорний король · a7 чорний пішак · d7 чорний кінь · f7 чорний пішак · h7 чорний пішак · a6 чорний пішак · e6 чорний пішак · g6 чорний пішак · a5 білий пішак · d5 чорний пішак · b4 білий пішак · d4 білий пішак · a3 біла тура · c3 білий пішак · d3 білий кінь · e3 білий кінь · f3 білий пішак · e2 біла тура · g2 білий пішак · h2 білий пішак · h1 білий король | b8 чорна тура · c8 чорна тура · d8 чорний кінь · g8 чорний король · a7 чорний пішак · d7 чорний кінь · f7 чорний пішак · h7 чорний пішак · a6 чорний пішак · e6 чорний пішак · g6 чорний пішак · a5 білий пішак · d5 чорний пішак · b4 білий пішак · d4 білий пішак · a3 біла тура · c3 білий пішак · d3 білий кінь · e3 білий кінь · f3 білий пішак · e2 біла тура · g2 білий пішак · h2 білий пішак · h1 білий король | b8 чорна тура · c8 чорна тура · d8 чорний кінь · g8 чорний король · a7 чорний пішак · d7 чорний кінь · f7 чорний пішак · h7 чорний пішак · a6 чорний пішак · e6 чорний пішак · g6 чорний пішак · a5 білий пішак · d5 чорний пішак · b4 білий пішак · d4 білий пішак · a3 біла тура · c3 білий пішак · d3 білий кінь · e3 білий кінь · f3 білий пішак · e2 біла тура · g2 білий пішак · h2 білий пішак · h1 білий король | b8 чорна тура · c8 чорна тура · d8 чорний кінь · g8 чорний король · a7 чорний пішак · d7 чорний кінь · f7 чорний пішак · h7 чорний пішак · a6 чорний пішак · e6 чорний пішак · g6 чорний пішак · a5 білий пішак · d5 чорний пішак · b4 білий пішак · d4 білий пішак · a3 біла тура · c3 білий пішак · d3 білий кінь · e3 білий кінь · f3 білий пішак · e2 біла тура · g2 білий пішак · h2 білий пішак · h1 білий король | 4 |
| 3 | b8 чорна тура · c8 чорна тура · d8 чорний кінь · g8 чорний король · a7 чорний пішак · d7 чорний кінь · f7 чорний пішак · h7 чорний пішак · a6 чорний пішак · e6 чорний пішак · g6 чорний пішак · a5 білий пішак · d5 чорний пішак · b4 білий пішак · d4 білий пішак · a3 біла тура · c3 білий пішак · d3 білий кінь · e3 білий кінь · f3 білий пішак · e2 біла тура · g2 білий пішак · h2 білий пішак · h1 білий король | b8 чорна тура · c8 чорна тура · d8 чорний кінь · g8 чорний король · a7 чорний пішак · d7 чорний кінь · f7 чорний пішак · h7 чорний пішак · a6 чорний пішак · e6 чорний пішак · g6 чорний пішак · a5 білий пішак · d5 чорний пішак · b4 білий пішак · d4 білий пішак · a3 біла тура · c3 білий пішак · d3 білий кінь · e3 білий кінь · f3 білий пішак · e2 біла тура · g2 білий пішак · h2 білий пішак · h1 білий король | b8 чорна тура · c8 чорна тура · d8 чорний кінь · g8 чорний король · a7 чорний пішак · d7 чорний кінь · f7 чорний пішак · h7 чорний пішак · a6 чорний пішак · e6 чорний пішак · g6 чорний пішак · a5 білий пішак · d5 чорний пішак · b4 білий пішак · d4 білий пішак · a3 біла тура · c3 білий пішак · d3 білий кінь · e3 білий кінь · f3 білий пішак · e2 біла тура · g2 білий пішак · h2 білий пішак · h1 білий король | b8 чорна тура · c8 чорна тура · d8 чорний кінь · g8 чорний король · a7 чорний пішак · d7 чорний кінь · f7 чорний пішак · h7 чорний пішак · a6 чорний пішак · e6 чорний пішак · g6 чорний пішак · a5 білий пішак · d5 чорний пішак · b4 білий пішак · d4 білий пішак · a3 біла тура · c3 білий пішак · d3 білий кінь · e3 білий кінь · f3 білий пішак · e2 біла тура · g2 білий пішак · h2 білий пішак · h1 білий король | b8 чорна тура · c8 чорна тура · d8 чорний кінь · g8 чорний король · a7 чорний пішак · d7 чорний кінь · f7 чорний пішак · h7 чорний пішак · a6 чорний пішак · e6 чорний пішак · g6 чорний пішак · a5 білий пішак · d5 чорний пішак · b4 білий пішак · d4 білий пішак · a3 біла тура · c3 білий пішак · d3 білий кінь · e3 білий кінь · f3 білий пішак · e2 біла тура · g2 білий пішак · h2 білий пішак · h1 білий король | b8 чорна тура · c8 чорна тура · d8 чорний кінь · g8 чорний король · a7 чорний пішак · d7 чорний кінь · f7 чорний пішак · h7 чорний пішак · a6 чорний пішак · e6 чорний пішак · g6 чорний пішак · a5 білий пішак · d5 чорний пішак · b4 білий пішак · d4 білий пішак · a3 біла тура · c3 білий пішак · d3 білий кінь · e3 білий кінь · f3 білий пішак · e2 біла тура · g2 білий пішак · h2 білий пішак · h1 білий король | b8 чорна тура · c8 чорна тура · d8 чорний кінь · g8 чорний король · a7 чорний пішак · d7 чорний кінь · f7 чорний пішак · h7 чорний пішак · a6 чорний пішак · e6 чорний пішак · g6 чорний пішак · a5 білий пішак · d5 чорний пішак · b4 білий пішак · d4 білий пішак · a3 біла тура · c3 білий пішак · d3 білий кінь · e3 білий кінь · f3 білий пішак · e2 біла тура · g2 білий пішак · h2 білий пішак · h1 білий король | b8 чорна тура · c8 чорна тура · d8 чорний кінь · g8 чорний король · a7 чорний пішак · d7 чорний кінь · f7 чорний пішак · h7 чорний пішак · a6 чорний пішак · e6 чорний пішак · g6 чорний пішак · a5 білий пішак · d5 чорний пішак · b4 білий пішак · d4 білий пішак · a3 біла тура · c3 білий пішак · d3 білий кінь · e3 білий кінь · f3 білий пішак · e2 біла тура · g2 білий пішак · h2 білий пішак · h1 білий король | 3 |
| 2 | b8 чорна тура · c8 чорна тура · d8 чорний кінь · g8 чорний король · a7 чорний пішак · d7 чорний кінь · f7 чорний пішак · h7 чорний пішак · a6 чорний пішак · e6 чорний пішак · g6 чорний пішак · a5 білий пішак · d5 чорний пішак · b4 білий пішак · d4 білий пішак · a3 біла тура · c3 білий пішак · d3 білий кінь · e3 білий кінь · f3 білий пішак · e2 біла тура · g2 білий пішак · h2 білий пішак · h1 білий король | b8 чорна тура · c8 чорна тура · d8 чорний кінь · g8 чорний король · a7 чорний пішак · d7 чорний кінь · f7 чорний пішак · h7 чорний пішак · a6 чорний пішак · e6 чорний пішак · g6 чорний пішак · a5 білий пішак · d5 чорний пішак · b4 білий пішак · d4 білий пішак · a3 біла тура · c3 білий пішак · d3 білий кінь · e3 білий кінь · f3 білий пішак · e2 біла тура · g2 білий пішак · h2 білий пішак · h1 білий король | b8 чорна тура · c8 чорна тура · d8 чорний кінь · g8 чорний король · a7 чорний пішак · d7 чорний кінь · f7 чорний пішак · h7 чорний пішак · a6 чорний пішак · e6 чорний пішак · g6 чорний пішак · a5 білий пішак · d5 чорний пішак · b4 білий пішак · d4 білий пішак · a3 біла тура · c3 білий пішак · d3 білий кінь · e3 білий кінь · f3 білий пішак · e2 біла тура · g2 білий пішак · h2 білий пішак · h1 білий король | b8 чорна тура · c8 чорна тура · d8 чорний кінь · g8 чорний король · a7 чорний пішак · d7 чорний кінь · f7 чорний пішак · h7 чорний пішак · a6 чорний пішак · e6 чорний пішак · g6 чорний пішак · a5 білий пішак · d5 чорний пішак · b4 білий пішак · d4 білий пішак · a3 біла тура · c3 білий пішак · d3 білий кінь · e3 білий кінь · f3 білий пішак · e2 біла тура · g2 білий пішак · h2 білий пішак · h1 білий король | b8 чорна тура · c8 чорна тура · d8 чорний кінь · g8 чорний король · a7 чорний пішак · d7 чорний кінь · f7 чорний пішак · h7 чорний пішак · a6 чорний пішак · e6 чорний пішак · g6 чорний пішак · a5 білий пішак · d5 чорний пішак · b4 білий пішак · d4 білий пішак · a3 біла тура · c3 білий пішак · d3 білий кінь · e3 білий кінь · f3 білий пішак · e2 біла тура · g2 білий пішак · h2 білий пішак · h1 білий король | b8 чорна тура · c8 чорна тура · d8 чорний кінь · g8 чорний король · a7 чорний пішак · d7 чорний кінь · f7 чорний пішак · h7 чорний пішак · a6 чорний пішак · e6 чорний пішак · g6 чорний пішак · a5 білий пішак · d5 чорний пішак · b4 білий пішак · d4 білий пішак · a3 біла тура · c3 білий пішак · d3 білий кінь · e3 білий кінь · f3 білий пішак · e2 біла тура · g2 білий пішак · h2 білий пішак · h1 білий король | b8 чорна тура · c8 чорна тура · d8 чорний кінь · g8 чорний король · a7 чорний пішак · d7 чорний кінь · f7 чорний пішак · h7 чорний пішак · a6 чорний пішак · e6 чорний пішак · g6 чорний пішак · a5 білий пішак · d5 чорний пішак · b4 білий пішак · d4 білий пішак · a3 біла тура · c3 білий пішак · d3 білий кінь · e3 білий кінь · f3 білий пішак · e2 біла тура · g2 білий пішак · h2 білий пішак · h1 білий король | b8 чорна тура · c8 чорна тура · d8 чорний кінь · g8 чорний король · a7 чорний пішак · d7 чорний кінь · f7 чорний пішак · h7 чорний пішак · a6 чорний пішак · e6 чорний пішак · g6 чорний пішак · a5 білий пішак · d5 чорний пішак · b4 білий пішак · d4 білий пішак · a3 біла тура · c3 білий пішак · d3 білий кінь · e3 білий кінь · f3 білий пішак · e2 біла тура · g2 білий пішак · h2 білий пішак · h1 білий король | 2 |
| 1 | b8 чорна тура · c8 чорна тура · d8 чорний кінь · g8 чорний король · a7 чорний пішак · d7 чорний кінь · f7 чорний пішак · h7 чорний пішак · a6 чорний пішак · e6 чорний пішак · g6 чорний пішак · a5 білий пішак · d5 чорний пішак · b4 білий пішак · d4 білий пішак · a3 біла тура · c3 білий пішак · d3 білий кінь · e3 білий кінь · f3 білий пішак · e2 біла тура · g2 білий пішак · h2 білий пішак · h1 білий король | b8 чорна тура · c8 чорна тура · d8 чорний кінь · g8 чорний король · a7 чорний пішак · d7 чорний кінь · f7 чорний пішак · h7 чорний пішак · a6 чорний пішак · e6 чорний пішак · g6 чорний пішак · a5 білий пішак · d5 чорний пішак · b4 білий пішак · d4 білий пішак · a3 біла тура · c3 білий пішак · d3 білий кінь · e3 білий кінь · f3 білий пішак · e2 біла тура · g2 білий пішак · h2 білий пішак · h1 білий король | b8 чорна тура · c8 чорна тура · d8 чорний кінь · g8 чорний король · a7 чорний пішак · d7 чорний кінь · f7 чорний пішак · h7 чорний пішак · a6 чорний пішак · e6 чорний пішак · g6 чорний пішак · a5 білий пішак · d5 чорний пішак · b4 білий пішак · d4 білий пішак · a3 біла тура · c3 білий пішак · d3 білий кінь · e3 білий кінь · f3 білий пішак · e2 біла тура · g2 білий пішак · h2 білий пішак · h1 білий король | b8 чорна тура · c8 чорна тура · d8 чорний кінь · g8 чорний король · a7 чорний пішак · d7 чорний кінь · f7 чорний пішак · h7 чорний пішак · a6 чорний пішак · e6 чорний пішак · g6 чорний пішак · a5 білий пішак · d5 чорний пішак · b4 білий пішак · d4 білий пішак · a3 біла тура · c3 білий пішак · d3 білий кінь · e3 білий кінь · f3 білий пішак · e2 біла тура · g2 білий пішак · h2 білий пішак · h1 білий король | b8 чорна тура · c8 чорна тура · d8 чорний кінь · g8 чорний король · a7 чорний пішак · d7 чорний кінь · f7 чорний пішак · h7 чорний пішак · a6 чорний пішак · e6 чорний пішак · g6 чорний пішак · a5 білий пішак · d5 чорний пішак · b4 білий пішак · d4 білий пішак · a3 біла тура · c3 білий пішак · d3 білий кінь · e3 білий кінь · f3 білий пішак · e2 біла тура · g2 білий пішак · h2 білий пішак · h1 білий король | b8 чорна тура · c8 чорна тура · d8 чорний кінь · g8 чорний король · a7 чорний пішак · d7 чорний кінь · f7 чорний пішак · h7 чорний пішак · a6 чорний пішак · e6 чорний пішак · g6 чорний пішак · a5 білий пішак · d5 чорний пішак · b4 білий пішак · d4 білий пішак · a3 біла тура · c3 білий пішак · d3 білий кінь · e3 білий кінь · f3 білий пішак · e2 біла тура · g2 білий пішак · h2 білий пішак · h1 білий король | b8 чорна тура · c8 чорна тура · d8 чорний кінь · g8 чорний король · a7 чорний пішак · d7 чорний кінь · f7 чорний пішак · h7 чорний пішак · a6 чорний пішак · e6 чорний пішак · g6 чорний пішак · a5 білий пішак · d5 чорний пішак · b4 білий пішак · d4 білий пішак · a3 біла тура · c3 білий пішак · d3 білий кінь · e3 білий кінь · f3 білий пішак · e2 біла тура · g2 білий пішак · h2 білий пішак · h1 білий король | b8 чорна тура · c8 чорна тура · d8 чорний кінь · g8 чорний король · a7 чорний пішак · d7 чорний кінь · f7 чорний пішак · h7 чорний пішак · a6 чорний пішак · e6 чорний пішак · g6 чорний пішак · a5 білий пішак · d5 чорний пішак · b4 білий пішак · d4 білий пішак · a3 біла тура · c3 білий пішак · d3 білий кінь · e3 білий кінь · f3 білий пішак · e2 біла тура · g2 білий пішак · h2 білий пішак · h1 білий король | 1 |
|   | a | b | c | d | e | f | g | h |   |

Обидві сторони виконали «обов'язкову програму». Чорні тури мають відкриті вертикалі. Під час контрзаходів білі створили міцну пішакову заслону з єдиною ключовою слабкістю, яку готові прикрити, встановивши коня на c5 (див. діаграму).
29.Фf2 Кb7.
Необачний маневр. На c4 кінь не потрапляє. Обережніше було 29…Фf8, відправляючи короля на d6.
30.Кc5.
Коней доведеться розміняти.
30…К: c5 31.bc Кd8.
Лінія, що відкрилася, знаходиться під контролем чорної тури, але відчувається, що пішак c5 у майбутній боротьбі не менш серйозний аргумент.
|   | a | b | c | d | e | f | g | h |   |
| 8 | b8 чорна тура · g8 чорний король · a7 чорний пішак · f7 чорний пішак · h7 чорний пішак · a6 чорний пішак · e6 чорний пішак · g6 чорний пішак · a5 білий пішак · c5 білий пішак · d5 чорний пішак · e5 білий пішак · d4 білий пішак · a3 біла тура · c3 білий пішак · e3 білий король · f2 біла тура · g2 білий пішак · h2 білий пішак · b1 чорна тура | b8 чорна тура · g8 чорний король · a7 чорний пішак · f7 чорний пішак · h7 чорний пішак · a6 чорний пішак · e6 чорний пішак · g6 чорний пішак · a5 білий пішак · c5 білий пішак · d5 чорний пішак · e5 білий пішак · d4 білий пішак · a3 біла тура · c3 білий пішак · e3 білий король · f2 біла тура · g2 білий пішак · h2 білий пішак · b1 чорна тура | b8 чорна тура · g8 чорний король · a7 чорний пішак · f7 чорний пішак · h7 чорний пішак · a6 чорний пішак · e6 чорний пішак · g6 чорний пішак · a5 білий пішак · c5 білий пішак · d5 чорний пішак · e5 білий пішак · d4 білий пішак · a3 біла тура · c3 білий пішак · e3 білий король · f2 біла тура · g2 білий пішак · h2 білий пішак · b1 чорна тура | b8 чорна тура · g8 чорний король · a7 чорний пішак · f7 чорний пішак · h7 чорний пішак · a6 чорний пішак · e6 чорний пішак · g6 чорний пішак · a5 білий пішак · c5 білий пішак · d5 чорний пішак · e5 білий пішак · d4 білий пішак · a3 біла тура · c3 білий пішак · e3 білий король · f2 біла тура · g2 білий пішак · h2 білий пішак · b1 чорна тура | b8 чорна тура · g8 чорний король · a7 чорний пішак · f7 чорний пішак · h7 чорний пішак · a6 чорний пішак · e6 чорний пішак · g6 чорний пішак · a5 білий пішак · c5 білий пішак · d5 чорний пішак · e5 білий пішак · d4 білий пішак · a3 біла тура · c3 білий пішак · e3 білий король · f2 біла тура · g2 білий пішак · h2 білий пішак · b1 чорна тура | b8 чорна тура · g8 чорний король · a7 чорний пішак · f7 чорний пішак · h7 чорний пішак · a6 чорний пішак · e6 чорний пішак · g6 чорний пішак · a5 білий пішак · c5 білий пішак · d5 чорний пішак · e5 білий пішак · d4 білий пішак · a3 біла тура · c3 білий пішак · e3 білий король · f2 біла тура · g2 білий пішак · h2 білий пішак · b1 чорна тура | b8 чорна тура · g8 чорний король · a7 чорний пішак · f7 чорний пішак · h7 чорний пішак · a6 чорний пішак · e6 чорний пішак · g6 чорний пішак · a5 білий пішак · c5 білий пішак · d5 чорний пішак · e5 білий пішак · d4 білий пішак · a3 біла тура · c3 білий пішак · e3 білий король · f2 біла тура · g2 білий пішак · h2 білий пішак · b1 чорна тура | b8 чорна тура · g8 чорний король · a7 чорний пішак · f7 чорний пішак · h7 чорний пішак · a6 чорний пішак · e6 чорний пішак · g6 чорний пішак · a5 білий пішак · c5 білий пішак · d5 чорний пішак · e5 білий пішак · d4 білий пішак · a3 біла тура · c3 білий пішак · e3 білий король · f2 біла тура · g2 білий пішак · h2 білий пішак · b1 чорна тура | 8 |
| 7 | b8 чорна тура · g8 чорний король · a7 чорний пішак · f7 чорний пішак · h7 чорний пішак · a6 чорний пішак · e6 чорний пішак · g6 чорний пішак · a5 білий пішак · c5 білий пішак · d5 чорний пішак · e5 білий пішак · d4 білий пішак · a3 біла тура · c3 білий пішак · e3 білий король · f2 біла тура · g2 білий пішак · h2 білий пішак · b1 чорна тура | b8 чорна тура · g8 чорний король · a7 чорний пішак · f7 чорний пішак · h7 чорний пішак · a6 чорний пішак · e6 чорний пішак · g6 чорний пішак · a5 білий пішак · c5 білий пішак · d5 чорний пішак · e5 білий пішак · d4 білий пішак · a3 біла тура · c3 білий пішак · e3 білий король · f2 біла тура · g2 білий пішак · h2 білий пішак · b1 чорна тура | b8 чорна тура · g8 чорний король · a7 чорний пішак · f7 чорний пішак · h7 чорний пішак · a6 чорний пішак · e6 чорний пішак · g6 чорний пішак · a5 білий пішак · c5 білий пішак · d5 чорний пішак · e5 білий пішак · d4 білий пішак · a3 біла тура · c3 білий пішак · e3 білий король · f2 біла тура · g2 білий пішак · h2 білий пішак · b1 чорна тура | b8 чорна тура · g8 чорний король · a7 чорний пішак · f7 чорний пішак · h7 чорний пішак · a6 чорний пішак · e6 чорний пішак · g6 чорний пішак · a5 білий пішак · c5 білий пішак · d5 чорний пішак · e5 білий пішак · d4 білий пішак · a3 біла тура · c3 білий пішак · e3 білий король · f2 біла тура · g2 білий пішак · h2 білий пішак · b1 чорна тура | b8 чорна тура · g8 чорний король · a7 чорний пішак · f7 чорний пішак · h7 чорний пішак · a6 чорний пішак · e6 чорний пішак · g6 чорний пішак · a5 білий пішак · c5 білий пішак · d5 чорний пішак · e5 білий пішак · d4 білий пішак · a3 біла тура · c3 білий пішак · e3 білий король · f2 біла тура · g2 білий пішак · h2 білий пішак · b1 чорна тура | b8 чорна тура · g8 чорний король · a7 чорний пішак · f7 чорний пішак · h7 чорний пішак · a6 чорний пішак · e6 чорний пішак · g6 чорний пішак · a5 білий пішак · c5 білий пішак · d5 чорний пішак · e5 білий пішак · d4 білий пішак · a3 біла тура · c3 білий пішак · e3 білий король · f2 біла тура · g2 білий пішак · h2 білий пішак · b1 чорна тура | b8 чорна тура · g8 чорний король · a7 чорний пішак · f7 чорний пішак · h7 чорний пішак · a6 чорний пішак · e6 чорний пішак · g6 чорний пішак · a5 білий пішак · c5 білий пішак · d5 чорний пішак · e5 білий пішак · d4 білий пішак · a3 біла тура · c3 білий пішак · e3 білий король · f2 біла тура · g2 білий пішак · h2 білий пішак · b1 чорна тура | b8 чорна тура · g8 чорний король · a7 чорний пішак · f7 чорний пішак · h7 чорний пішак · a6 чорний пішак · e6 чорний пішак · g6 чорний пішак · a5 білий пішак · c5 білий пішак · d5 чорний пішак · e5 білий пішак · d4 білий пішак · a3 біла тура · c3 білий пішак · e3 білий король · f2 біла тура · g2 білий пішак · h2 білий пішак · b1 чорна тура | 7 |
| 6 | b8 чорна тура · g8 чорний король · a7 чорний пішак · f7 чорний пішак · h7 чорний пішак · a6 чорний пішак · e6 чорний пішак · g6 чорний пішак · a5 білий пішак · c5 білий пішак · d5 чорний пішак · e5 білий пішак · d4 білий пішак · a3 біла тура · c3 білий пішак · e3 білий король · f2 біла тура · g2 білий пішак · h2 білий пішак · b1 чорна тура | b8 чорна тура · g8 чорний король · a7 чорний пішак · f7 чорний пішак · h7 чорний пішак · a6 чорний пішак · e6 чорний пішак · g6 чорний пішак · a5 білий пішак · c5 білий пішак · d5 чорний пішак · e5 білий пішак · d4 білий пішак · a3 біла тура · c3 білий пішак · e3 білий король · f2 біла тура · g2 білий пішак · h2 білий пішак · b1 чорна тура | b8 чорна тура · g8 чорний король · a7 чорний пішак · f7 чорний пішак · h7 чорний пішак · a6 чорний пішак · e6 чорний пішак · g6 чорний пішак · a5 білий пішак · c5 білий пішак · d5 чорний пішак · e5 білий пішак · d4 білий пішак · a3 біла тура · c3 білий пішак · e3 білий король · f2 біла тура · g2 білий пішак · h2 білий пішак · b1 чорна тура | b8 чорна тура · g8 чорний король · a7 чорний пішак · f7 чорний пішак · h7 чорний пішак · a6 чорний пішак · e6 чорний пішак · g6 чорний пішак · a5 білий пішак · c5 білий пішак · d5 чорний пішак · e5 білий пішак · d4 білий пішак · a3 біла тура · c3 білий пішак · e3 білий король · f2 біла тура · g2 білий пішак · h2 білий пішак · b1 чорна тура | b8 чорна тура · g8 чорний король · a7 чорний пішак · f7 чорний пішак · h7 чорний пішак · a6 чорний пішак · e6 чорний пішак · g6 чорний пішак · a5 білий пішак · c5 білий пішак · d5 чорний пішак · e5 білий пішак · d4 білий пішак · a3 біла тура · c3 білий пішак · e3 білий король · f2 біла тура · g2 білий пішак · h2 білий пішак · b1 чорна тура | b8 чорна тура · g8 чорний король · a7 чорний пішак · f7 чорний пішак · h7 чорний пішак · a6 чорний пішак · e6 чорний пішак · g6 чорний пішак · a5 білий пішак · c5 білий пішак · d5 чорний пішак · e5 білий пішак · d4 білий пішак · a3 біла тура · c3 білий пішак · e3 білий король · f2 біла тура · g2 білий пішак · h2 білий пішак · b1 чорна тура | b8 чорна тура · g8 чорний король · a7 чорний пішак · f7 чорний пішак · h7 чорний пішак · a6 чорний пішак · e6 чорний пішак · g6 чорний пішак · a5 білий пішак · c5 білий пішак · d5 чорний пішак · e5 білий пішак · d4 білий пішак · a3 біла тура · c3 білий пішак · e3 білий король · f2 біла тура · g2 білий пішак · h2 білий пішак · b1 чорна тура | b8 чорна тура · g8 чорний король · a7 чорний пішак · f7 чорний пішак · h7 чорний пішак · a6 чорний пішак · e6 чорний пішак · g6 чорний пішак · a5 білий пішак · c5 білий пішак · d5 чорний пішак · e5 білий пішак · d4 білий пішак · a3 біла тура · c3 білий пішак · e3 білий король · f2 біла тура · g2 білий пішак · h2 білий пішак · b1 чорна тура | 6 |
| 5 | b8 чорна тура · g8 чорний король · a7 чорний пішак · f7 чорний пішак · h7 чорний пішак · a6 чорний пішак · e6 чорний пішак · g6 чорний пішак · a5 білий пішак · c5 білий пішак · d5 чорний пішак · e5 білий пішак · d4 білий пішак · a3 біла тура · c3 білий пішак · e3 білий король · f2 біла тура · g2 білий пішак · h2 білий пішак · b1 чорна тура | b8 чорна тура · g8 чорний король · a7 чорний пішак · f7 чорний пішак · h7 чорний пішак · a6 чорний пішак · e6 чорний пішак · g6 чорний пішак · a5 білий пішак · c5 білий пішак · d5 чорний пішак · e5 білий пішак · d4 білий пішак · a3 біла тура · c3 білий пішак · e3 білий король · f2 біла тура · g2 білий пішак · h2 білий пішак · b1 чорна тура | b8 чорна тура · g8 чорний король · a7 чорний пішак · f7 чорний пішак · h7 чорний пішак · a6 чорний пішак · e6 чорний пішак · g6 чорний пішак · a5 білий пішак · c5 білий пішак · d5 чорний пішак · e5 білий пішак · d4 білий пішак · a3 біла тура · c3 білий пішак · e3 білий король · f2 біла тура · g2 білий пішак · h2 білий пішак · b1 чорна тура | b8 чорна тура · g8 чорний король · a7 чорний пішак · f7 чорний пішак · h7 чорний пішак · a6 чорний пішак · e6 чорний пішак · g6 чорний пішак · a5 білий пішак · c5 білий пішак · d5 чорний пішак · e5 білий пішак · d4 білий пішак · a3 біла тура · c3 білий пішак · e3 білий король · f2 біла тура · g2 білий пішак · h2 білий пішак · b1 чорна тура | b8 чорна тура · g8 чорний король · a7 чорний пішак · f7 чорний пішак · h7 чорний пішак · a6 чорний пішак · e6 чорний пішак · g6 чорний пішак · a5 білий пішак · c5 білий пішак · d5 чорний пішак · e5 білий пішак · d4 білий пішак · a3 біла тура · c3 білий пішак · e3 білий король · f2 біла тура · g2 білий пішак · h2 білий пішак · b1 чорна тура | b8 чорна тура · g8 чорний король · a7 чорний пішак · f7 чорний пішак · h7 чорний пішак · a6 чорний пішак · e6 чорний пішак · g6 чорний пішак · a5 білий пішак · c5 білий пішак · d5 чорний пішак · e5 білий пішак · d4 білий пішак · a3 біла тура · c3 білий пішак · e3 білий король · f2 біла тура · g2 білий пішак · h2 білий пішак · b1 чорна тура | b8 чорна тура · g8 чорний король · a7 чорний пішак · f7 чорний пішак · h7 чорний пішак · a6 чорний пішак · e6 чорний пішак · g6 чорний пішак · a5 білий пішак · c5 білий пішак · d5 чорний пішак · e5 білий пішак · d4 білий пішак · a3 біла тура · c3 білий пішак · e3 білий король · f2 біла тура · g2 білий пішак · h2 білий пішак · b1 чорна тура | b8 чорна тура · g8 чорний король · a7 чорний пішак · f7 чорний пішак · h7 чорний пішак · a6 чорний пішак · e6 чорний пішак · g6 чорний пішак · a5 білий пішак · c5 білий пішак · d5 чорний пішак · e5 білий пішак · d4 білий пішак · a3 біла тура · c3 білий пішак · e3 білий король · f2 біла тура · g2 білий пішак · h2 білий пішак · b1 чорна тура | 5 |
| 4 | b8 чорна тура · g8 чорний король · a7 чорний пішак · f7 чорний пішак · h7 чорний пішак · a6 чорний пішак · e6 чорний пішак · g6 чорний пішак · a5 білий пішак · c5 білий пішак · d5 чорний пішак · e5 білий пішак · d4 білий пішак · a3 біла тура · c3 білий пішак · e3 білий король · f2 біла тура · g2 білий пішак · h2 білий пішак · b1 чорна тура | b8 чорна тура · g8 чорний король · a7 чорний пішак · f7 чорний пішак · h7 чорний пішак · a6 чорний пішак · e6 чорний пішак · g6 чорний пішак · a5 білий пішак · c5 білий пішак · d5 чорний пішак · e5 білий пішак · d4 білий пішак · a3 біла тура · c3 білий пішак · e3 білий король · f2 біла тура · g2 білий пішак · h2 білий пішак · b1 чорна тура | b8 чорна тура · g8 чорний король · a7 чорний пішак · f7 чорний пішак · h7 чорний пішак · a6 чорний пішак · e6 чорний пішак · g6 чорний пішак · a5 білий пішак · c5 білий пішак · d5 чорний пішак · e5 білий пішак · d4 білий пішак · a3 біла тура · c3 білий пішак · e3 білий король · f2 біла тура · g2 білий пішак · h2 білий пішак · b1 чорна тура | b8 чорна тура · g8 чорний король · a7 чорний пішак · f7 чорний пішак · h7 чорний пішак · a6 чорний пішак · e6 чорний пішак · g6 чорний пішак · a5 білий пішак · c5 білий пішак · d5 чорний пішак · e5 білий пішак · d4 білий пішак · a3 біла тура · c3 білий пішак · e3 білий король · f2 біла тура · g2 білий пішак · h2 білий пішак · b1 чорна тура | b8 чорна тура · g8 чорний король · a7 чорний пішак · f7 чорний пішак · h7 чорний пішак · a6 чорний пішак · e6 чорний пішак · g6 чорний пішак · a5 білий пішак · c5 білий пішак · d5 чорний пішак · e5 білий пішак · d4 білий пішак · a3 біла тура · c3 білий пішак · e3 білий король · f2 біла тура · g2 білий пішак · h2 білий пішак · b1 чорна тура | b8 чорна тура · g8 чорний король · a7 чорний пішак · f7 чорний пішак · h7 чорний пішак · a6 чорний пішак · e6 чорний пішак · g6 чорний пішак · a5 білий пішак · c5 білий пішак · d5 чорний пішак · e5 білий пішак · d4 білий пішак · a3 біла тура · c3 білий пішак · e3 білий король · f2 біла тура · g2 білий пішак · h2 білий пішак · b1 чорна тура | b8 чорна тура · g8 чорний король · a7 чорний пішак · f7 чорний пішак · h7 чорний пішак · a6 чорний пішак · e6 чорний пішак · g6 чорний пішак · a5 білий пішак · c5 білий пішак · d5 чорний пішак · e5 білий пішак · d4 білий пішак · a3 біла тура · c3 білий пішак · e3 білий король · f2 біла тура · g2 білий пішак · h2 білий пішак · b1 чорна тура | b8 чорна тура · g8 чорний король · a7 чорний пішак · f7 чорний пішак · h7 чорний пішак · a6 чорний пішак · e6 чорний пішак · g6 чорний пішак · a5 білий пішак · c5 білий пішак · d5 чорний пішак · e5 білий пішак · d4 білий пішак · a3 біла тура · c3 білий пішак · e3 білий король · f2 біла тура · g2 білий пішак · h2 білий пішак · b1 чорна тура | 4 |
| 3 | b8 чорна тура · g8 чорний король · a7 чорний пішак · f7 чорний пішак · h7 чорний пішак · a6 чорний пішак · e6 чорний пішак · g6 чорний пішак · a5 білий пішак · c5 білий пішак · d5 чорний пішак · e5 білий пішак · d4 білий пішак · a3 біла тура · c3 білий пішак · e3 білий король · f2 біла тура · g2 білий пішак · h2 білий пішак · b1 чорна тура | b8 чорна тура · g8 чорний король · a7 чорний пішак · f7 чорний пішак · h7 чорний пішак · a6 чорний пішак · e6 чорний пішак · g6 чорний пішак · a5 білий пішак · c5 білий пішак · d5 чорний пішак · e5 білий пішак · d4 білий пішак · a3 біла тура · c3 білий пішак · e3 білий король · f2 біла тура · g2 білий пішак · h2 білий пішак · b1 чорна тура | b8 чорна тура · g8 чорний король · a7 чорний пішак · f7 чорний пішак · h7 чорний пішак · a6 чорний пішак · e6 чорний пішак · g6 чорний пішак · a5 білий пішак · c5 білий пішак · d5 чорний пішак · e5 білий пішак · d4 білий пішак · a3 біла тура · c3 білий пішак · e3 білий король · f2 біла тура · g2 білий пішак · h2 білий пішак · b1 чорна тура | b8 чорна тура · g8 чорний король · a7 чорний пішак · f7 чорний пішак · h7 чорний пішак · a6 чорний пішак · e6 чорний пішак · g6 чорний пішак · a5 білий пішак · c5 білий пішак · d5 чорний пішак · e5 білий пішак · d4 білий пішак · a3 біла тура · c3 білий пішак · e3 білий король · f2 біла тура · g2 білий пішак · h2 білий пішак · b1 чорна тура | b8 чорна тура · g8 чорний король · a7 чорний пішак · f7 чорний пішак · h7 чорний пішак · a6 чорний пішак · e6 чорний пішак · g6 чорний пішак · a5 білий пішак · c5 білий пішак · d5 чорний пішак · e5 білий пішак · d4 білий пішак · a3 біла тура · c3 білий пішак · e3 білий король · f2 біла тура · g2 білий пішак · h2 білий пішак · b1 чорна тура | b8 чорна тура · g8 чорний король · a7 чорний пішак · f7 чорний пішак · h7 чорний пішак · a6 чорний пішак · e6 чорний пішак · g6 чорний пішак · a5 білий пішак · c5 білий пішак · d5 чорний пішак · e5 білий пішак · d4 білий пішак · a3 біла тура · c3 білий пішак · e3 білий король · f2 біла тура · g2 білий пішак · h2 білий пішак · b1 чорна тура | b8 чорна тура · g8 чорний король · a7 чорний пішак · f7 чорний пішак · h7 чорний пішак · a6 чорний пішак · e6 чорний пішак · g6 чорний пішак · a5 білий пішак · c5 білий пішак · d5 чорний пішак · e5 білий пішак · d4 білий пішак · a3 біла тура · c3 білий пішак · e3 білий король · f2 біла тура · g2 білий пішак · h2 білий пішак · b1 чорна тура | b8 чорна тура · g8 чорний король · a7 чорний пішак · f7 чорний пішак · h7 чорний пішак · a6 чорний пішак · e6 чорний пішак · g6 чорний пішак · a5 білий пішак · c5 білий пішак · d5 чорний пішак · e5 білий пішак · d4 білий пішак · a3 біла тура · c3 білий пішак · e3 білий король · f2 біла тура · g2 білий пішак · h2 білий пішак · b1 чорна тура | 3 |
| 2 | b8 чорна тура · g8 чорний король · a7 чорний пішак · f7 чорний пішак · h7 чорний пішак · a6 чорний пішак · e6 чорний пішак · g6 чорний пішак · a5 білий пішак · c5 білий пішак · d5 чорний пішак · e5 білий пішак · d4 білий пішак · a3 біла тура · c3 білий пішак · e3 білий король · f2 біла тура · g2 білий пішак · h2 білий пішак · b1 чорна тура | b8 чорна тура · g8 чорний король · a7 чорний пішак · f7 чорний пішак · h7 чорний пішак · a6 чорний пішак · e6 чорний пішак · g6 чорний пішак · a5 білий пішак · c5 білий пішак · d5 чорний пішак · e5 білий пішак · d4 білий пішак · a3 біла тура · c3 білий пішак · e3 білий король · f2 біла тура · g2 білий пішак · h2 білий пішак · b1 чорна тура | b8 чорна тура · g8 чорний король · a7 чорний пішак · f7 чорний пішак · h7 чорний пішак · a6 чорний пішак · e6 чорний пішак · g6 чорний пішак · a5 білий пішак · c5 білий пішак · d5 чорний пішак · e5 білий пішак · d4 білий пішак · a3 біла тура · c3 білий пішак · e3 білий король · f2 біла тура · g2 білий пішак · h2 білий пішак · b1 чорна тура | b8 чорна тура · g8 чорний король · a7 чорний пішак · f7 чорний пішак · h7 чорний пішак · a6 чорний пішак · e6 чорний пішак · g6 чорний пішак · a5 білий пішак · c5 білий пішак · d5 чорний пішак · e5 білий пішак · d4 білий пішак · a3 біла тура · c3 білий пішак · e3 білий король · f2 біла тура · g2 білий пішак · h2 білий пішак · b1 чорна тура | b8 чорна тура · g8 чорний король · a7 чорний пішак · f7 чорний пішак · h7 чорний пішак · a6 чорний пішак · e6 чорний пішак · g6 чорний пішак · a5 білий пішак · c5 білий пішак · d5 чорний пішак · e5 білий пішак · d4 білий пішак · a3 біла тура · c3 білий пішак · e3 білий король · f2 біла тура · g2 білий пішак · h2 білий пішак · b1 чорна тура | b8 чорна тура · g8 чорний король · a7 чорний пішак · f7 чорний пішак · h7 чорний пішак · a6 чорний пішак · e6 чорний пішак · g6 чорний пішак · a5 білий пішак · c5 білий пішак · d5 чорний пішак · e5 білий пішак · d4 білий пішак · a3 біла тура · c3 білий пішак · e3 білий король · f2 біла тура · g2 білий пішак · h2 білий пішак · b1 чорна тура | b8 чорна тура · g8 чорний король · a7 чорний пішак · f7 чорний пішак · h7 чорний пішак · a6 чорний пішак · e6 чорний пішак · g6 чорний пішак · a5 білий пішак · c5 білий пішак · d5 чорний пішак · e5 білий пішак · d4 білий пішак · a3 біла тура · c3 білий пішак · e3 білий король · f2 біла тура · g2 білий пішак · h2 білий пішак · b1 чорна тура | b8 чорна тура · g8 чорний король · a7 чорний пішак · f7 чорний пішак · h7 чорний пішак · a6 чорний пішак · e6 чорний пішак · g6 чорний пішак · a5 білий пішак · c5 білий пішак · d5 чорний пішак · e5 білий пішак · d4 білий пішак · a3 біла тура · c3 білий пішак · e3 білий король · f2 біла тура · g2 білий пішак · h2 білий пішак · b1 чорна тура | 2 |
| 1 | b8 чорна тура · g8 чорний король · a7 чорний пішак · f7 чорний пішак · h7 чорний пішак · a6 чорний пішак · e6 чорний пішак · g6 чорний пішак · a5 білий пішак · c5 білий пішак · d5 чорний пішак · e5 білий пішак · d4 білий пішак · a3 біла тура · c3 білий пішак · e3 білий король · f2 біла тура · g2 білий пішак · h2 білий пішак · b1 чорна тура | b8 чорна тура · g8 чорний король · a7 чорний пішак · f7 чорний пішак · h7 чорний пішак · a6 чорний пішак · e6 чорний пішак · g6 чорний пішак · a5 білий пішак · c5 білий пішак · d5 чорний пішак · e5 білий пішак · d4 білий пішак · a3 біла тура · c3 білий пішак · e3 білий король · f2 біла тура · g2 білий пішак · h2 білий пішак · b1 чорна тура | b8 чорна тура · g8 чорний король · a7 чорний пішак · f7 чорний пішак · h7 чорний пішак · a6 чорний пішак · e6 чорний пішак · g6 чорний пішак · a5 білий пішак · c5 білий пішак · d5 чорний пішак · e5 білий пішак · d4 білий пішак · a3 біла тура · c3 білий пішак · e3 білий король · f2 біла тура · g2 білий пішак · h2 білий пішак · b1 чорна тура | b8 чорна тура · g8 чорний король · a7 чорний пішак · f7 чорний пішак · h7 чорний пішак · a6 чорний пішак · e6 чорний пішак · g6 чорний пішак · a5 білий пішак · c5 білий пішак · d5 чорний пішак · e5 білий пішак · d4 білий пішак · a3 біла тура · c3 білий пішак · e3 білий король · f2 біла тура · g2 білий пішак · h2 білий пішак · b1 чорна тура | b8 чорна тура · g8 чорний король · a7 чорний пішак · f7 чорний пішак · h7 чорний пішак · a6 чорний пішак · e6 чорний пішак · g6 чорний пішак · a5 білий пішак · c5 білий пішак · d5 чорний пішак · e5 білий пішак · d4 білий пішак · a3 біла тура · c3 білий пішак · e3 білий король · f2 біла тура · g2 білий пішак · h2 білий пішак · b1 чорна тура | b8 чорна тура · g8 чорний король · a7 чорний пішак · f7 чорний пішак · h7 чорний пішак · a6 чорний пішак · e6 чорний пішак · g6 чорний пішак · a5 білий пішак · c5 білий пішак · d5 чорний пішак · e5 білий пішак · d4 білий пішак · a3 біла тура · c3 білий пішак · e3 білий король · f2 біла тура · g2 білий пішак · h2 білий пішак · b1 чорна тура | b8 чорна тура · g8 чорний король · a7 чорний пішак · f7 чорний пішак · h7 чорний пішак · a6 чорний пішак · e6 чорний пішак · g6 чорний пішак · a5 білий пішак · c5 білий пішак · d5 чорний пішак · e5 білий пішак · d4 білий пішак · a3 біла тура · c3 білий пішак · e3 білий король · f2 біла тура · g2 білий пішак · h2 білий пішак · b1 чорна тура | b8 чорна тура · g8 чорний король · a7 чорний пішак · f7 чорний пішак · h7 чорний пішак · a6 чорний пішак · e6 чорний пішак · g6 чорний пішак · a5 білий пішак · c5 білий пішак · d5 чорний пішак · e5 білий пішак · d4 білий пішак · a3 біла тура · c3 білий пішак · e3 білий король · f2 біла тура · g2 білий пішак · h2 білий пішак · b1 чорна тура | 1 |
|   | a | b | c | d | e | f | g | h |   |

32.f4 Кc6 33.Кg4 b1 34.Кe5 К: e5 35.fe Крf8 36.Крe3 Тb8 37.Тf2 Крe7.
Нова метаморфоза. Монопольне володіння вертикаллю — беззаперечне досягнення чорних, але поступово козирі білих — їх сильний пішак c5 і слабкий пішак суперника f7 — стають дедалі важливіші (див. діаграму).
38.Тc2 Крd7 39.Тa2 Тb3 40.Крd3 Тd1+ 41.Тd2 Тc1.
Либонь, зараз було б найкраще провести профілактичний маневр 41…Тh1 42.h3 h5, заздалегідь забравши з h7 беззахисного пішака.
42.Тc2 Тb1 43.Тf2 Крe7.
Особливих змін наче не відбулося, але, майстерно маневруючи, білі підготували важливе підсилення позиції.
44.c6! Тb8 45.c4 Тb3+ 46.Тc3 dc+ 47.Кр: c4 Тb4.
У разі 47…Т: c3+ 48.Кр: c3 Тc8 білі встигали врятувати козирного пішака: 49.d5! ed 50.Тf6.
48.Крd3 Тe8 49.Крe3 Тb5.
Напад на пішака з іншої сторони — 49…Тa4 віддавав противнику вертикаль: 50.Тb2
50.Тa2 Тf8 51.g4 Крd8 52.c7+ Крc8.
Нову хвилю атаки чорні начебто відбили й збираються почати оточення пішака — 53…Кb7 54.Тac2 Тe8 і 55…Тe7.
53.Тf2! Т: a5.
На заплановане 53…Тb7 було би 54.Тc6 Т: c7 55.Т: e6.
|   | a | b | c | d | e | f | g | h |   |
| 8 | f8 чорна тура · a7 чорний пішак · c7 білий пішак · d7 чорний король · f7 чорний пішак · h7 чорний пішак · a6 чорний пішак · c6 біла тура · e6 чорний пішак · g6 чорний пішак · e5 білий пішак · d4 білий пішак · e4 білий король · g4 білий пішак · a3 чорна тура · f2 біла тура · h2 білий пішак | f8 чорна тура · a7 чорний пішак · c7 білий пішак · d7 чорний король · f7 чорний пішак · h7 чорний пішак · a6 чорний пішак · c6 біла тура · e6 чорний пішак · g6 чорний пішак · e5 білий пішак · d4 білий пішак · e4 білий король · g4 білий пішак · a3 чорна тура · f2 біла тура · h2 білий пішак | f8 чорна тура · a7 чорний пішак · c7 білий пішак · d7 чорний король · f7 чорний пішак · h7 чорний пішак · a6 чорний пішак · c6 біла тура · e6 чорний пішак · g6 чорний пішак · e5 білий пішак · d4 білий пішак · e4 білий король · g4 білий пішак · a3 чорна тура · f2 біла тура · h2 білий пішак | f8 чорна тура · a7 чорний пішак · c7 білий пішак · d7 чорний король · f7 чорний пішак · h7 чорний пішак · a6 чорний пішак · c6 біла тура · e6 чорний пішак · g6 чорний пішак · e5 білий пішак · d4 білий пішак · e4 білий король · g4 білий пішак · a3 чорна тура · f2 біла тура · h2 білий пішак | f8 чорна тура · a7 чорний пішак · c7 білий пішак · d7 чорний король · f7 чорний пішак · h7 чорний пішак · a6 чорний пішак · c6 біла тура · e6 чорний пішак · g6 чорний пішак · e5 білий пішак · d4 білий пішак · e4 білий король · g4 білий пішак · a3 чорна тура · f2 біла тура · h2 білий пішак | f8 чорна тура · a7 чорний пішак · c7 білий пішак · d7 чорний король · f7 чорний пішак · h7 чорний пішак · a6 чорний пішак · c6 біла тура · e6 чорний пішак · g6 чорний пішак · e5 білий пішак · d4 білий пішак · e4 білий король · g4 білий пішак · a3 чорна тура · f2 біла тура · h2 білий пішак | f8 чорна тура · a7 чорний пішак · c7 білий пішак · d7 чорний король · f7 чорний пішак · h7 чорний пішак · a6 чорний пішак · c6 біла тура · e6 чорний пішак · g6 чорний пішак · e5 білий пішак · d4 білий пішак · e4 білий король · g4 білий пішак · a3 чорна тура · f2 біла тура · h2 білий пішак | f8 чорна тура · a7 чорний пішак · c7 білий пішак · d7 чорний король · f7 чорний пішак · h7 чорний пішак · a6 чорний пішак · c6 біла тура · e6 чорний пішак · g6 чорний пішак · e5 білий пішак · d4 білий пішак · e4 білий король · g4 білий пішак · a3 чорна тура · f2 біла тура · h2 білий пішак | 8 |
| 7 | f8 чорна тура · a7 чорний пішак · c7 білий пішак · d7 чорний король · f7 чорний пішак · h7 чорний пішак · a6 чорний пішак · c6 біла тура · e6 чорний пішак · g6 чорний пішак · e5 білий пішак · d4 білий пішак · e4 білий король · g4 білий пішак · a3 чорна тура · f2 біла тура · h2 білий пішак | f8 чорна тура · a7 чорний пішак · c7 білий пішак · d7 чорний король · f7 чорний пішак · h7 чорний пішак · a6 чорний пішак · c6 біла тура · e6 чорний пішак · g6 чорний пішак · e5 білий пішак · d4 білий пішак · e4 білий король · g4 білий пішак · a3 чорна тура · f2 біла тура · h2 білий пішак | f8 чорна тура · a7 чорний пішак · c7 білий пішак · d7 чорний король · f7 чорний пішак · h7 чорний пішак · a6 чорний пішак · c6 біла тура · e6 чорний пішак · g6 чорний пішак · e5 білий пішак · d4 білий пішак · e4 білий король · g4 білий пішак · a3 чорна тура · f2 біла тура · h2 білий пішак | f8 чорна тура · a7 чорний пішак · c7 білий пішак · d7 чорний король · f7 чорний пішак · h7 чорний пішак · a6 чорний пішак · c6 біла тура · e6 чорний пішак · g6 чорний пішак · e5 білий пішак · d4 білий пішак · e4 білий король · g4 білий пішак · a3 чорна тура · f2 біла тура · h2 білий пішак | f8 чорна тура · a7 чорний пішак · c7 білий пішак · d7 чорний король · f7 чорний пішак · h7 чорний пішак · a6 чорний пішак · c6 біла тура · e6 чорний пішак · g6 чорний пішак · e5 білий пішак · d4 білий пішак · e4 білий король · g4 білий пішак · a3 чорна тура · f2 біла тура · h2 білий пішак | f8 чорна тура · a7 чорний пішак · c7 білий пішак · d7 чорний король · f7 чорний пішак · h7 чорний пішак · a6 чорний пішак · c6 біла тура · e6 чорний пішак · g6 чорний пішак · e5 білий пішак · d4 білий пішак · e4 білий король · g4 білий пішак · a3 чорна тура · f2 біла тура · h2 білий пішак | f8 чорна тура · a7 чорний пішак · c7 білий пішак · d7 чорний король · f7 чорний пішак · h7 чорний пішак · a6 чорний пішак · c6 біла тура · e6 чорний пішак · g6 чорний пішак · e5 білий пішак · d4 білий пішак · e4 білий король · g4 білий пішак · a3 чорна тура · f2 біла тура · h2 білий пішак | f8 чорна тура · a7 чорний пішак · c7 білий пішак · d7 чорний король · f7 чорний пішак · h7 чорний пішак · a6 чорний пішак · c6 біла тура · e6 чорний пішак · g6 чорний пішак · e5 білий пішак · d4 білий пішак · e4 білий король · g4 білий пішак · a3 чорна тура · f2 біла тура · h2 білий пішак | 7 |
| 6 | f8 чорна тура · a7 чорний пішак · c7 білий пішак · d7 чорний король · f7 чорний пішак · h7 чорний пішак · a6 чорний пішак · c6 біла тура · e6 чорний пішак · g6 чорний пішак · e5 білий пішак · d4 білий пішак · e4 білий король · g4 білий пішак · a3 чорна тура · f2 біла тура · h2 білий пішак | f8 чорна тура · a7 чорний пішак · c7 білий пішак · d7 чорний король · f7 чорний пішак · h7 чорний пішак · a6 чорний пішак · c6 біла тура · e6 чорний пішак · g6 чорний пішак · e5 білий пішак · d4 білий пішак · e4 білий король · g4 білий пішак · a3 чорна тура · f2 біла тура · h2 білий пішак | f8 чорна тура · a7 чорний пішак · c7 білий пішак · d7 чорний король · f7 чорний пішак · h7 чорний пішак · a6 чорний пішак · c6 біла тура · e6 чорний пішак · g6 чорний пішак · e5 білий пішак · d4 білий пішак · e4 білий король · g4 білий пішак · a3 чорна тура · f2 біла тура · h2 білий пішак | f8 чорна тура · a7 чорний пішак · c7 білий пішак · d7 чорний король · f7 чорний пішак · h7 чорний пішак · a6 чорний пішак · c6 біла тура · e6 чорний пішак · g6 чорний пішак · e5 білий пішак · d4 білий пішак · e4 білий король · g4 білий пішак · a3 чорна тура · f2 біла тура · h2 білий пішак | f8 чорна тура · a7 чорний пішак · c7 білий пішак · d7 чорний король · f7 чорний пішак · h7 чорний пішак · a6 чорний пішак · c6 біла тура · e6 чорний пішак · g6 чорний пішак · e5 білий пішак · d4 білий пішак · e4 білий король · g4 білий пішак · a3 чорна тура · f2 біла тура · h2 білий пішак | f8 чорна тура · a7 чорний пішак · c7 білий пішак · d7 чорний король · f7 чорний пішак · h7 чорний пішак · a6 чорний пішак · c6 біла тура · e6 чорний пішак · g6 чорний пішак · e5 білий пішак · d4 білий пішак · e4 білий король · g4 білий пішак · a3 чорна тура · f2 біла тура · h2 білий пішак | f8 чорна тура · a7 чорний пішак · c7 білий пішак · d7 чорний король · f7 чорний пішак · h7 чорний пішак · a6 чорний пішак · c6 біла тура · e6 чорний пішак · g6 чорний пішак · e5 білий пішак · d4 білий пішак · e4 білий король · g4 білий пішак · a3 чорна тура · f2 біла тура · h2 білий пішак | f8 чорна тура · a7 чорний пішак · c7 білий пішак · d7 чорний король · f7 чорний пішак · h7 чорний пішак · a6 чорний пішак · c6 біла тура · e6 чорний пішак · g6 чорний пішак · e5 білий пішак · d4 білий пішак · e4 білий король · g4 білий пішак · a3 чорна тура · f2 біла тура · h2 білий пішак | 6 |
| 5 | f8 чорна тура · a7 чорний пішак · c7 білий пішак · d7 чорний король · f7 чорний пішак · h7 чорний пішак · a6 чорний пішак · c6 біла тура · e6 чорний пішак · g6 чорний пішак · e5 білий пішак · d4 білий пішак · e4 білий король · g4 білий пішак · a3 чорна тура · f2 біла тура · h2 білий пішак | f8 чорна тура · a7 чорний пішак · c7 білий пішак · d7 чорний король · f7 чорний пішак · h7 чорний пішак · a6 чорний пішак · c6 біла тура · e6 чорний пішак · g6 чорний пішак · e5 білий пішак · d4 білий пішак · e4 білий король · g4 білий пішак · a3 чорна тура · f2 біла тура · h2 білий пішак | f8 чорна тура · a7 чорний пішак · c7 білий пішак · d7 чорний король · f7 чорний пішак · h7 чорний пішак · a6 чорний пішак · c6 біла тура · e6 чорний пішак · g6 чорний пішак · e5 білий пішак · d4 білий пішак · e4 білий король · g4 білий пішак · a3 чорна тура · f2 біла тура · h2 білий пішак | f8 чорна тура · a7 чорний пішак · c7 білий пішак · d7 чорний король · f7 чорний пішак · h7 чорний пішак · a6 чорний пішак · c6 біла тура · e6 чорний пішак · g6 чорний пішак · e5 білий пішак · d4 білий пішак · e4 білий король · g4 білий пішак · a3 чорна тура · f2 біла тура · h2 білий пішак | f8 чорна тура · a7 чорний пішак · c7 білий пішак · d7 чорний король · f7 чорний пішак · h7 чорний пішак · a6 чорний пішак · c6 біла тура · e6 чорний пішак · g6 чорний пішак · e5 білий пішак · d4 білий пішак · e4 білий король · g4 білий пішак · a3 чорна тура · f2 біла тура · h2 білий пішак | f8 чорна тура · a7 чорний пішак · c7 білий пішак · d7 чорний король · f7 чорний пішак · h7 чорний пішак · a6 чорний пішак · c6 біла тура · e6 чорний пішак · g6 чорний пішак · e5 білий пішак · d4 білий пішак · e4 білий король · g4 білий пішак · a3 чорна тура · f2 біла тура · h2 білий пішак | f8 чорна тура · a7 чорний пішак · c7 білий пішак · d7 чорний король · f7 чорний пішак · h7 чорний пішак · a6 чорний пішак · c6 біла тура · e6 чорний пішак · g6 чорний пішак · e5 білий пішак · d4 білий пішак · e4 білий король · g4 білий пішак · a3 чорна тура · f2 біла тура · h2 білий пішак | f8 чорна тура · a7 чорний пішак · c7 білий пішак · d7 чорний король · f7 чорний пішак · h7 чорний пішак · a6 чорний пішак · c6 біла тура · e6 чорний пішак · g6 чорний пішак · e5 білий пішак · d4 білий пішак · e4 білий король · g4 білий пішак · a3 чорна тура · f2 біла тура · h2 білий пішак | 5 |
| 4 | f8 чорна тура · a7 чорний пішак · c7 білий пішак · d7 чорний король · f7 чорний пішак · h7 чорний пішак · a6 чорний пішак · c6 біла тура · e6 чорний пішак · g6 чорний пішак · e5 білий пішак · d4 білий пішак · e4 білий король · g4 білий пішак · a3 чорна тура · f2 біла тура · h2 білий пішак | f8 чорна тура · a7 чорний пішак · c7 білий пішак · d7 чорний король · f7 чорний пішак · h7 чорний пішак · a6 чорний пішак · c6 біла тура · e6 чорний пішак · g6 чорний пішак · e5 білий пішак · d4 білий пішак · e4 білий король · g4 білий пішак · a3 чорна тура · f2 біла тура · h2 білий пішак | f8 чорна тура · a7 чорний пішак · c7 білий пішак · d7 чорний король · f7 чорний пішак · h7 чорний пішак · a6 чорний пішак · c6 біла тура · e6 чорний пішак · g6 чорний пішак · e5 білий пішак · d4 білий пішак · e4 білий король · g4 білий пішак · a3 чорна тура · f2 біла тура · h2 білий пішак | f8 чорна тура · a7 чорний пішак · c7 білий пішак · d7 чорний король · f7 чорний пішак · h7 чорний пішак · a6 чорний пішак · c6 біла тура · e6 чорний пішак · g6 чорний пішак · e5 білий пішак · d4 білий пішак · e4 білий король · g4 білий пішак · a3 чорна тура · f2 біла тура · h2 білий пішак | f8 чорна тура · a7 чорний пішак · c7 білий пішак · d7 чорний король · f7 чорний пішак · h7 чорний пішак · a6 чорний пішак · c6 біла тура · e6 чорний пішак · g6 чорний пішак · e5 білий пішак · d4 білий пішак · e4 білий король · g4 білий пішак · a3 чорна тура · f2 біла тура · h2 білий пішак | f8 чорна тура · a7 чорний пішак · c7 білий пішак · d7 чорний король · f7 чорний пішак · h7 чорний пішак · a6 чорний пішак · c6 біла тура · e6 чорний пішак · g6 чорний пішак · e5 білий пішак · d4 білий пішак · e4 білий король · g4 білий пішак · a3 чорна тура · f2 біла тура · h2 білий пішак | f8 чорна тура · a7 чорний пішак · c7 білий пішак · d7 чорний король · f7 чорний пішак · h7 чорний пішак · a6 чорний пішак · c6 біла тура · e6 чорний пішак · g6 чорний пішак · e5 білий пішак · d4 білий пішак · e4 білий король · g4 білий пішак · a3 чорна тура · f2 біла тура · h2 білий пішак | f8 чорна тура · a7 чорний пішак · c7 білий пішак · d7 чорний король · f7 чорний пішак · h7 чорний пішак · a6 чорний пішак · c6 біла тура · e6 чорний пішак · g6 чорний пішак · e5 білий пішак · d4 білий пішак · e4 білий король · g4 білий пішак · a3 чорна тура · f2 біла тура · h2 білий пішак | 4 |
| 3 | f8 чорна тура · a7 чорний пішак · c7 білий пішак · d7 чорний король · f7 чорний пішак · h7 чорний пішак · a6 чорний пішак · c6 біла тура · e6 чорний пішак · g6 чорний пішак · e5 білий пішак · d4 білий пішак · e4 білий король · g4 білий пішак · a3 чорна тура · f2 біла тура · h2 білий пішак | f8 чорна тура · a7 чорний пішак · c7 білий пішак · d7 чорний король · f7 чорний пішак · h7 чорний пішак · a6 чорний пішак · c6 біла тура · e6 чорний пішак · g6 чорний пішак · e5 білий пішак · d4 білий пішак · e4 білий король · g4 білий пішак · a3 чорна тура · f2 біла тура · h2 білий пішак | f8 чорна тура · a7 чорний пішак · c7 білий пішак · d7 чорний король · f7 чорний пішак · h7 чорний пішак · a6 чорний пішак · c6 біла тура · e6 чорний пішак · g6 чорний пішак · e5 білий пішак · d4 білий пішак · e4 білий король · g4 білий пішак · a3 чорна тура · f2 біла тура · h2 білий пішак | f8 чорна тура · a7 чорний пішак · c7 білий пішак · d7 чорний король · f7 чорний пішак · h7 чорний пішак · a6 чорний пішак · c6 біла тура · e6 чорний пішак · g6 чорний пішак · e5 білий пішак · d4 білий пішак · e4 білий король · g4 білий пішак · a3 чорна тура · f2 біла тура · h2 білий пішак | f8 чорна тура · a7 чорний пішак · c7 білий пішак · d7 чорний король · f7 чорний пішак · h7 чорний пішак · a6 чорний пішак · c6 біла тура · e6 чорний пішак · g6 чорний пішак · e5 білий пішак · d4 білий пішак · e4 білий король · g4 білий пішак · a3 чорна тура · f2 біла тура · h2 білий пішак | f8 чорна тура · a7 чорний пішак · c7 білий пішак · d7 чорний король · f7 чорний пішак · h7 чорний пішак · a6 чорний пішак · c6 біла тура · e6 чорний пішак · g6 чорний пішак · e5 білий пішак · d4 білий пішак · e4 білий король · g4 білий пішак · a3 чорна тура · f2 біла тура · h2 білий пішак | f8 чорна тура · a7 чорний пішак · c7 білий пішак · d7 чорний король · f7 чорний пішак · h7 чорний пішак · a6 чорний пішак · c6 біла тура · e6 чорний пішак · g6 чорний пішак · e5 білий пішак · d4 білий пішак · e4 білий король · g4 білий пішак · a3 чорна тура · f2 біла тура · h2 білий пішак | f8 чорна тура · a7 чорний пішак · c7 білий пішак · d7 чорний король · f7 чорний пішак · h7 чорний пішак · a6 чорний пішак · c6 біла тура · e6 чорний пішак · g6 чорний пішак · e5 білий пішак · d4 білий пішак · e4 білий король · g4 білий пішак · a3 чорна тура · f2 біла тура · h2 білий пішак | 3 |
| 2 | f8 чорна тура · a7 чорний пішак · c7 білий пішак · d7 чорний король · f7 чорний пішак · h7 чорний пішак · a6 чорний пішак · c6 біла тура · e6 чорний пішак · g6 чорний пішак · e5 білий пішак · d4 білий пішак · e4 білий король · g4 білий пішак · a3 чорна тура · f2 біла тура · h2 білий пішак | f8 чорна тура · a7 чорний пішак · c7 білий пішак · d7 чорний король · f7 чорний пішак · h7 чорний пішак · a6 чорний пішак · c6 біла тура · e6 чорний пішак · g6 чорний пішак · e5 білий пішак · d4 білий пішак · e4 білий король · g4 білий пішак · a3 чорна тура · f2 біла тура · h2 білий пішак | f8 чорна тура · a7 чорний пішак · c7 білий пішак · d7 чорний король · f7 чорний пішак · h7 чорний пішак · a6 чорний пішак · c6 біла тура · e6 чорний пішак · g6 чорний пішак · e5 білий пішак · d4 білий пішак · e4 білий король · g4 білий пішак · a3 чорна тура · f2 біла тура · h2 білий пішак | f8 чорна тура · a7 чорний пішак · c7 білий пішак · d7 чорний король · f7 чорний пішак · h7 чорний пішак · a6 чорний пішак · c6 біла тура · e6 чорний пішак · g6 чорний пішак · e5 білий пішак · d4 білий пішак · e4 білий король · g4 білий пішак · a3 чорна тура · f2 біла тура · h2 білий пішак | f8 чорна тура · a7 чорний пішак · c7 білий пішак · d7 чорний король · f7 чорний пішак · h7 чорний пішак · a6 чорний пішак · c6 біла тура · e6 чорний пішак · g6 чорний пішак · e5 білий пішак · d4 білий пішак · e4 білий король · g4 білий пішак · a3 чорна тура · f2 біла тура · h2 білий пішак | f8 чорна тура · a7 чорний пішак · c7 білий пішак · d7 чорний король · f7 чорний пішак · h7 чорний пішак · a6 чорний пішак · c6 біла тура · e6 чорний пішак · g6 чорний пішак · e5 білий пішак · d4 білий пішак · e4 білий король · g4 білий пішак · a3 чорна тура · f2 біла тура · h2 білий пішак | f8 чорна тура · a7 чорний пішак · c7 білий пішак · d7 чорний король · f7 чорний пішак · h7 чорний пішак · a6 чорний пішак · c6 біла тура · e6 чорний пішак · g6 чорний пішак · e5 білий пішак · d4 білий пішак · e4 білий король · g4 білий пішак · a3 чорна тура · f2 біла тура · h2 білий пішак | f8 чорна тура · a7 чорний пішак · c7 білий пішак · d7 чорний король · f7 чорний пішак · h7 чорний пішак · a6 чорний пішак · c6 біла тура · e6 чорний пішак · g6 чорний пішак · e5 білий пішак · d4 білий пішак · e4 білий король · g4 білий пішак · a3 чорна тура · f2 біла тура · h2 білий пішак | 2 |
| 1 | f8 чорна тура · a7 чорний пішак · c7 білий пішак · d7 чорний король · f7 чорний пішак · h7 чорний пішак · a6 чорний пішак · c6 біла тура · e6 чорний пішак · g6 чорний пішак · e5 білий пішак · d4 білий пішак · e4 білий король · g4 білий пішак · a3 чорна тура · f2 біла тура · h2 білий пішак | f8 чорна тура · a7 чорний пішак · c7 білий пішак · d7 чорний король · f7 чорний пішак · h7 чорний пішак · a6 чорний пішак · c6 біла тура · e6 чорний пішак · g6 чорний пішак · e5 білий пішак · d4 білий пішак · e4 білий король · g4 білий пішак · a3 чорна тура · f2 біла тура · h2 білий пішак | f8 чорна тура · a7 чорний пішак · c7 білий пішак · d7 чорний король · f7 чорний пішак · h7 чорний пішак · a6 чорний пішак · c6 біла тура · e6 чорний пішак · g6 чорний пішак · e5 білий пішак · d4 білий пішак · e4 білий король · g4 білий пішак · a3 чорна тура · f2 біла тура · h2 білий пішак | f8 чорна тура · a7 чорний пішак · c7 білий пішак · d7 чорний король · f7 чорний пішак · h7 чорний пішак · a6 чорний пішак · c6 біла тура · e6 чорний пішак · g6 чорний пішак · e5 білий пішак · d4 білий пішак · e4 білий король · g4 білий пішак · a3 чорна тура · f2 біла тура · h2 білий пішак | f8 чорна тура · a7 чорний пішак · c7 білий пішак · d7 чорний король · f7 чорний пішак · h7 чорний пішак · a6 чорний пішак · c6 біла тура · e6 чорний пішак · g6 чорний пішак · e5 білий пішак · d4 білий пішак · e4 білий король · g4 білий пішак · a3 чорна тура · f2 біла тура · h2 білий пішак | f8 чорна тура · a7 чорний пішак · c7 білий пішак · d7 чорний король · f7 чорний пішак · h7 чорний пішак · a6 чорний пішак · c6 біла тура · e6 чорний пішак · g6 чорний пішак · e5 білий пішак · d4 білий пішак · e4 білий король · g4 білий пішак · a3 чорна тура · f2 біла тура · h2 білий пішак | f8 чорна тура · a7 чорний пішак · c7 білий пішак · d7 чорний король · f7 чорний пішак · h7 чорний пішак · a6 чорний пішак · c6 біла тура · e6 чорний пішак · g6 чорний пішак · e5 білий пішак · d4 білий пішак · e4 білий король · g4 білий пішак · a3 чорна тура · f2 біла тура · h2 білий пішак | f8 чорна тура · a7 чорний пішак · c7 білий пішак · d7 чорний король · f7 чорний пішак · h7 чорний пішак · a6 чорний пішак · c6 біла тура · e6 чорний пішак · g6 чорний пішак · e5 білий пішак · d4 білий пішак · e4 білий король · g4 білий пішак · a3 чорна тура · f2 біла тура · h2 білий пішак | 1 |
|   | a | b | c | d | e | f | g | h |   |

54.Тc6 Тa3+ 55.Крe4 Крd7 (див. діаграму).
56.Т: f7+! Кр: c6 57.Т: f8 Кр: c7 58.Тf7+ Крd8 59.Т: h7 g5 60.Тg7 Тh3 61.Т: g5 Т: h2 62.Тg8+ Крc7 63.Тg6 a5.
Спробу захисту 63…Крd7 руйнує 64.Тg7+ Крd8 65.Т: a7 Тg2 66.Крf3 Тd2 67.Крe3 Тg2 68.Т: a6.
64.Т: e6 Крb7 65.Тf6 Тg2 66.e6 Т: g4+ 67.Крd5 Крc7 68.Тf7+ Крd8 69.Т: a7 Тh4 70.Крc5.
Чорні здалися.
Цю партію поряд з перемогою над Х.-Р. Капабланкою у Гастінґсі 1931/32 вважають найкращою турнірною партією Міра Султан-Хана.